# 邪神ちゃんドロップキック
『邪神ちゃんドロップキック』（じゃしんちゃんドロップキック）は、ユキヲによる日本の漫画。2012年よりWebコミック「COMICメテオ」にて連載されている。2022年12月時点で累計100万部を突破しており、2018年にはテレビアニメ化され、2022年までに3シリーズ放送された。2018年8月29日にはスピンオフ読み切り漫画『ミノスのビーフ100%』（結希シュシュ）が公開された。
魔界の悪魔・邪神ちゃんと彼女を召喚した女子大生・花園ゆりねの同居生活を描くコメディ作品で、ユキヲ曰く仕事で疲れているときでも楽しめるよう長いストーリーや難しい話になることを避け、日常系の居候ものにしたという。

## あらすじ
東京・神保町に住む女子大生・花園ゆりねは魔界から悪魔・邪神ちゃんを召喚することに成功するも、悪魔を帰す方法がわからず、邪神ちゃんを自宅に住まわせることにした。召喚者が死ねば魔界に帰れることを知っていた邪神ちゃんは、ことあるごとにドロップキックでゆりねを殺そうとするが、そのたびに返り討ちにされるのであった。

## 登場キャラクター
声の項はテレビアニメ版の声優。演の項は左は2021年公演の『舞台 邪神ちゃんドロップキック』、右は2025年公演の「舞台 邪神ちゃんドロップキック・新」の役者。1人のみ且つ西暦表記のない場合は「舞台 邪神ちゃんドロップキック・新」の役者。

### 主人公
邪神ちゃん（じゃしんちゃん）
声 - 鈴木愛奈
演 - 柴田柚巴／いわむらゆきね
本作の主人公。誕生日は10月28日。身長は150cm。上半身はギャル、下半身はヘビ（コブラ）の見た目をした悪魔。魔貴族の出自で、魔界の農林水産省的なところで一番偉い人の娘。魔貴族であるため語尾に「ですの」をつけて話すことが多い。また「服は弱いヤツが着るもの」という考えから半裸でいることが多い。
突如として女子大生の花園ゆりねに召喚され、魔界に帰還できなくなってしまい、ゆりねの家に居候することとなる。ゆりねからは帰還の呪文が記された魔道書の下巻が見つかるまで待つよう言われているが、召喚者が死亡すれば強制的に魔界に送り返されるため、たびたび「ドロップキック」や第2の殺人技「ロイヤルコペンハーゲン」を繰り出して召喚者であるゆりねの殺害を試みるものの返り討ちにあっている。また、不死に等しい再生能力を持っており、ゆりねから刃物で斬られても瞬間接着剤で傷口を塞ぐことで治癒する。
性格はゆりねやメデューサ曰くクズで、本人も認めるほどの馬鹿。氷ちゃん（浩二）などの自分より小さくて弱そうな下級悪魔に対しては横柄な態度をとり、挑発したり、いじめたりする。その一方で、メデューサたちが魔界へ帰った際には寂しがり屋な一面を見せ、ゆりねがインフルエンザで寝込んだ際にはゆりねの看病をするなど優しい一面がある。
趣味はギャンブルで、軍資金を得るべく生活費を使い込んだり、メデューサに金をせがんだりしている。好物はプリンで定期的に摂取しないと発作の出る身体になっている。
料理や家事が得意で中でも料理は「天界お菓子作りコンテスト」でグランプリを受賞したぴのが対抗心を抱くほどスキルが高い。また食べ物を粗末にすることを嫌っており、ぺこらの差し入れに持ってきた肉じゃがをぽぽろんが地面に叩き落とした際には怒りを露わにし、彼女を殴りつけ、簀巻きにして海に放り投げた。
花園 ゆりね（はなぞの ゆりね）
声 - 大森日雅
演 - 樹亜美／ともだりのあ
本作のもう一人の主人公。興味本位で邪神ちゃんを召喚した女子大生。キメラ大学在籍。誕生日は10月31日。身長は160cm。神社の娘で実家は東京都新宿区にある花園稲荷神社。中二病でオカルトとホラー映画が好き。左目に眼帯をつけており、ゴスロリのような服装を好んで着ている。好物はマヨネーズ。苦手なものはゴキブリ。悪魔である邪神ちゃんを返り討ちにするほどの戦闘力を持ち、よく武器を購入している。また、ヴァンパイア族から「人間でありながら悪魔を従えて天使を手懐けている」と評価されており、ヴァンパイア族からスカウトされている。
性格はサディスティックな振る舞いが目立ち、特に邪神ちゃんが悪事を働いた際には容赦なく拷問を加える。また他人から指を差されることを嫌っており、指差しをした邪神ちゃんの指を裂いたり、刃物で刺しかえしたりする。その一方でバイト代でご飯を奢るといった優しい一面もあり、面倒見が良く周囲の悪魔や天使達から慕われている。また邪神ちゃんのオヤジギャグで笑うといった一面もある。
可愛いもの好きで節分の豆まきのために魔界から呼んだ鬼に豆を投げた邪神ちゃんに対して「こんなに可愛いのにかわいそう」と鬼を擁護した。

### 悪魔
メデューサ
声 - 久保田未夢
演 - 服部なぎさ（2021年・2025年）
邪神ちゃんの幼馴染の悪魔。誕生日は1月4日。身長は155cm。料理が不得手。両親と姉2人の5人家族で両親は職業軍人。「魔界カワイイ子選手権」グランプリに選出された経験があり、それ以来、化粧品のイメージガールなど、芸能関係の仕事の依頼が来るようになった。
古代エジプトの王侯貴族のような衣装を身に纏い、視線があった人間を石化させる能力を持つ。故に石化を防ぐパワーストーンを持つゆりね以外の周囲の人間を石化させてしまうため人間界では紙袋を被って顔を隠している。
気弱で心優しく頼まれたら断れない性格。そのため親友である邪神ちゃんからよく金を無心され、アルバイトの稼ぎを全て渡してしまうこともあり、邪神ちゃんからATM呼ばわりされている。そんな邪神ちゃんに対しても「私がいないとダメだから」と献身的に支え、裏切られたとしても「根は良い子」と擁護しており、その関係性をゆりねから心配されている。他方で一度激怒させてしまうと「敬語メデューサ」という他人行儀な態度で謝罪すらも受け入れない状態となる。また、邪神ちゃんの借金が莫大な額に膨れ上がった際には彼女への愛が暴走して彼女に臓器売買を提案し、「メデューサ・ハイ」という異常にテンションが高くなってそのテンションが周囲にも伝染していく現象を引き起こした。
ミノス
声 - 小見川千明
演 - 前田羽衣音／加藤愛菜
邪神ちゃんやメデューサの幼馴染であるミノタウロス族の悪魔。本作のスピンオフ漫画「ミノスのビーフ100%」の主人公。誕生日は11月29日。身長は167cm。容姿はグラマラスな体型と頭から生えているウシのツノが特徴的で、原宿で購入した「ビーフ100%」と書かれたTシャツをよく着用している。ツノは1000年に1度生え変わり、新たなツノが生えるまでの間は猫耳メイドの姿となる。性格は体育会系でサバサバしており、気さくで誰にでも分け隔てなく親切に接する姿勢から近所の子どもに好かれ、アルバイト仲間からも頼りにされている。また働き者で牛乳配達や工事現場などの肉体労働を伴うアルバイトを掛け持ちしており、日々身体を酷使しているためか食欲が旺盛。
邪神ちゃんに会うために人間界に訪れ、初めは「人間一匹殺すのに手こずってるなんて悪魔としてカッコ悪い」と邪神ちゃんに苦言を呈し、ゆりねに勝負を挑んでいたが、人間界を気に入ってからはゆりねの隣室に住むようになった。
力持ちではあるが、力任せに解決しようとするきらいがあり、幼少期はミノタウロス族特有の怪力のせいでクラスメイトから敬遠され、そんな中でも気にせず仲間に入れてくれた邪神ちゃんに恩義がある。
家業は「松屋組」という老舗の建設業でミノスの父が組長を務めている。
ペルセポネ2世
声 - 飯田里穂
演 - 富岡ひなた／穴井ももか
冥界の王・ハーデスを父に持つ冥界の姫で邪神ちゃんたちの恩師であるペルセポネ1世の娘。誕生日は2月14日。身長は145cm。愛称はペルちゃん。本名は「ピコレッタ」。
邪神ちゃんを訪ねて人間界へ来たものの、人間界の汚れた空気を吸うと吐血するほどの虚弱体質であったためガスマスク姿で各地を放浪。邪神ちゃんを見つけた後はその虚弱体質を鍛えるためトレーニングがてらミノスの部屋に居候することとなった。
明るく無邪気な性格で、ぽぽろんなどの天使とも好意的に接しているが、毒舌家な一面もあり特に邪神ちゃんが暴言を吐いた際には持ち前の毒舌で反撃する。また邪神ちゃん以上の「ドロップキック」の使い手であるが、虚弱体質であるため技を繰り出すと脚が折れてしまう。
キョンキョン
声 - 山下七海
魔界中国出身のキョンシー。誕生日は9月23日。身長は148cm。上級のキョンシーで、飛び跳ねながら移動する下級のキョンシーと違って自分の意思で行動できるが、死体ゆえに体がもろい。人間界に移り住んでからはゆりねからの紹介で神保町の「ドラゴン書房」という書店でアルバイトをしている。
小柄な見た目とは対照的にミノスと互角に渡り合えるほどの怪力の持ち主で、凶暴さを制御出来ない一面がある。
人間になることが夢で、魔界中国の偉い人からの「人間界で善行を積み、人の役に立てば人間になれる」との教えから人間界を訪れ、日々困った人を見つけては人助けをしている。他方で悪人には容赦がなく、子どもからカツアゲしようとした挙句、姉のランランを侮辱した不良を瀕死になるまで殴りつけた。
もともとは人間だったが、戦争で住んでた村を襲撃されて亡くなり、ランランと共にキョンシーとなった。キョンシーとなったあとは人の心を失い人間を襲っていたが、魔界中国からの助っ人として呼ばれた師匠に倒され、師匠との修行の末、ランランと共に人間の心とキョンシーの能力を兼ね備えた無敵のキョンシーとなったものの、師匠がもち米を克服する修行を忘れてしまったがために、もち米が弱点のままとなった。
ランラン
声 - 田中美海
キョンキョンの双子の姉。誕生日は9月23日。身長は148cm。キョンキョン同様、もち米が苦手。しっかり者で賢く、我を忘れて暴走するキョンキョンのストッパー役を担っている。普段はキョンキョンの服にプリントされたパンダの姿であるが、会話や飲食のほか、服への出入りなど一定の自由が効き、いちご味の飴を舐めると一時的にキョンシーの姿に戻る。
パンダの姿として過ごしているが、元はキョンシーで、魔界動物園のパンダ・張飛（声 - 小西克幸）を見物していた際に「パンダになりたい」と考えていたところ、そのパンダの怒りを買ってパンダの姿にされてしまい、偉い人から人間界で呪いを解く方法があると言われて人間界を訪れた。その後、ペルセポネ1世の伝手で張飛と連絡をとり、呪いを解いて貰った。
エキュート
声 - 朝ノ瑠璃
魔界トランシルバニアファミリー地方を治めるヴァンパイア族の姫。誕生日は11月11日。身長は138cm。一人称は「わらわ」で語尾に「じゃ」をつけて話す。犬と入浴が苦手。
ヴァンパイア族が天界との争いを避けつつ安全に血液を確保するために作った献血センターの神保町支部長を務めており、ゆりねに興味を抱いた父の命を受け、ゆりねをスカウトするため人間界にやって来た。
可憐な容姿で、由緒正しいヴァンパイア族の出自であることから魔界で一番高貴で賢くかわいいことを自称し、他の悪魔を「平民悪魔」などと見下して傲慢な態度で振る舞うが、悪魔としての実力は低く、邪神ちゃんの不意を突いて攻撃しても彼女に軽く片手で受け止められるほど弱い。また堅気に迷惑をかけたり、我儘を言うと容赦なく教育係のアトレに締め上げられ、彼女から指詰めを強要されることもある。
アトレ
声 - 長谷川玲奈
エキュートの従者で、彼女の教育係を務めるヴァンパイア族の悪魔。誕生日は3月3日。身長は165cm。犬が苦手。アイドル・天使のえる（ぽぽろん）の歌を全て振り付きで歌えるほどの彼女のファンで、かつては自身もアイドルを志していた。
普段は謙虚で丁寧な言葉遣いで話すが、エキュートに対する教育方針が苛烈であるため、彼女が姫らしからぬ態度を取ったり、仁義に反することをした場合は容赦がなく、語気を荒げて彼女を折檻する。またヴァンパイア族が魔界からごろつきや反社のような扱いを受けていることから、これ以上一族の評判が下がらぬよう温和かつ冷静な態度で接することを心がけており、エキュートが血を求めて大地を襲ったり、一族の敵討ちのためにぺこらを襲撃した際には彼女に対して天界との揉め事は避けるよう戒めている。
ベート
声 - M・A・O
ゆりねが拾ってきた魔獣。犬のような見た目とは裏腹に、その正体は凶暴性の高い「ジェヴォーダンの獣」という魔獣で、その凶暴性は邪神ちゃん曰く悪魔でも手を焼くほどだが、ゆりねに対しては従順で大人しい。
遊佐（ゆさ）
声 - 荒浪和沙
演 - 成本花蓮／ちばひなの
雪女のような姿をした氷族の上級悪魔。氷ちゃん（浩二）の姉。誕生日は2月22日。身長は162cm。チャーリーというチョコレート工場を経営する叔父がいる。
冷気を操る能力があり、部屋の中で吹雪を起こしたり、息を吹きかけて相手を氷漬けにすることが出来る。またその能力を活かしてかき氷屋などの商売で生計を立てているものの、魔界の寒冷地でアイスを販売するなど、中々商売が振るわないため人間界の居酒屋で雇われ女将として働くこととなった。
成人すれば一人前の悪魔として名前が与えられ、人間のような姿になるが、幼少期はモグラのような見た目をしているという氷族特有の属性にコンプレックスを抱いており、そのことを侮辱しながら氷ちゃん（浩二）をいじめる邪神ちゃんに対して敵意を抱いている。
出番が少なく、テレビアニメのキービジュアルにも入れないほど、作中で目立っていないことへの憎しみと嫉妬から闇落ちすることがあり、主役の座を奪うため芽依と共に「反逆同盟」を結成した。
氷ちゃん／浩二（こおりちゃん／こうじ）
声 - 寺田御子
演 - 白濵恵都／片山空美
氷族の悪魔。遊佐の妹。誕生日は8月24日。身長は80cmほど。血液はいちごシロップ、尿はレモンシロップとなっており、自らの能力でかき氷を生成できる。
成人前であるためモグラのような見た目をしており、名前がない。邪神ちゃんたちからは姉の名前にちなんで「浩二」と呼ばれている。ゆりねに対しては懐いているが、いつもいじめてくる邪神ちゃんとは敵対している。
ペルセポネ1世
声 - 小森未彩
冥界の王・ハーデスの妻でペルセポネ2世（ペルちゃん）の母。魔界小学校の教師で邪神ちゃんたちの学級担任を務めていた。お茶目な性格。天界出身者でリエールとは旧知の仲。本名は春日井ペルセポネ。
教育者として人間界の子どもの生活を学ぶため、魔界教育委員会からの辞令で人間界に滞在することとなり、春日井花子という名前でリエールが入所している児童養護施設に滞在することとなった。
悪魔A
声 - 遊佐浩二
演 - 檀上正博／外山劉徳
エピソードの合間に現れる謎の悪魔。たびたび現れては解説や補足説明をする。
あずさ2号
邪神ちゃんがペットとしてアマゾネスで購入した魔界バンビ。邪神ちゃんのドロップキックを食らって昇天してしまった。
単眼ちゃん（たんがんちゃん）
声 - 影山灯
伝言用の下級悪魔。悪魔がレベルアップしたときなどに現れ、役目を終えると自爆して亡くなってしまうが、魔界で再生してワンランク上の悪魔として生まれ変わる。
鬼（おに）
声 - 久川綾
邪神ちゃんが節分のために魔界から呼んだ小鬼。邪神ちゃんから容赦なく豆を投げられるが、ゆりねから「こんなに可愛いのにかわいそう」と擁護された。
魚住（うおずみ）
声 - 加瀬康之
ミノスの父が経営する「松野組」の若頭。ミノスとはお嬢と呼ぶ間柄で、アニメ版では邪神ちゃんの借金問題の解決に向けて一翼を担った。
張飛（ちょうひ）
声 - 小西克幸
ランランをパンダの姿に変える呪いをかけた魔界パンダ。リエール曰く、強力な呪いの力を有しており、暴れん坊で魔力も高いことから天界から危険生物リストに認定されていた。ランランに呪いをかけた翌日に食べ過ぎで亡くなってしまい、死後は生前の罪滅ぼしのために地獄で働いている。
邪神ちゃんマミー
邪神ちゃんの母。魔界の幹部。数百年ぶりにまとまった休みが取れたため豊洲市場の寿司を食べることを目的に人間界に来訪した。10人前の寿司を1人で平らげるほどの大食漢でありながら太らない体質。
邪神ちゃんマミーの登場で更に出番がなくなることを恐れた遊佐と芽依に襲撃され、返り討ちにするが、二人の気持ちに同情して反逆同盟入りを宣言した。

### 天使
ぺこら
声 - 小坂井祐莉絵
演 - 弓塲育美（2021年・2025年）
悪魔狩りを生業とする天使。誕生日は7月7日。身長は148cm。
天使達を束ねる天使長として邪神ちゃん討伐のために人間界にやって来たものの力の源泉である天使の輪を紛失してしまい、天界に帰還出来なくなってしまう。輪を失った後は公園でホームレス生活を強いられ、日雇い労働などで日銭を稼ぐ日々を過ごすこととなり、最低賃金を下回る職場など過酷な労働環境で働いている。また常に極貧で牛乳とパンの耳を主食とし、それすらもままならない時は「自然のサラダバー」と称して野草を食べる生活を送っている。
初めはゆりね達を敵視していたが、彼女らから食事を恵んでもらうなどして徐々に馴染んでいき、悪魔たちとの関係が深まった。他方でその様子を天界の者に見られてしまい、天界への反逆者として指名手配されることとなった。
住居にしているダンボールハウスを邪神ちゃんに壊されたり、転倒した拍子に給料の入った封筒を募金箱に入れてしまうなど不幸体質の持ち主で、ぽぽろん曰くバカ正直で要領が悪い。自身の元部下であるぽぽろんやぴのからは天使長の地位を脅かされており、ぽぽろんからは「ぺこら様といるとなんか地位が奪えそうな気がする」と評されている。
ぽぽろん
声 - 佐々木李子
演 - 山田吏蘭／さかもとりるは
ぺこらの元部下で、天界でぺこらのお世話係を務めていた天使。誕生日は4月20日。身長は156cm。ゆるふわ系な外見とは裏腹に腹黒い性格で毒舌家。悪魔のことを「生きる価値のない劣等種」などと貶しているうえに自身の上司だったぺこらや人間のことを見下しており、特に人間のことは「自分勝手で救うに値しない奴ばかり」と評しており、川で溺れている子どもから助けを求められても出世に影響がないことを理由に拒否するといった利己的な一面をみせた。その一方で、自身を守るために負傷したぺこらの治療費を肩代わりしたり、自身のファンである児童養護施設の子どものためにチャリティライブをしたりと慈悲深い一面もある。
ぺこらを始末して天使長の座に就くため人間界を訪れたものの、邪神ちゃんに水を差されて失敗し、その報復のため邪神ちゃんを奇襲したが、返り討ちにあって天使の輪を食べられてしまう。輪を失った後はラーメン屋「創世記」で住み込みのアルバイトをしつつ、「天使のえる（あまつか のえる）」という名前でアイドル活動をしている。
ペルセポネ2世とは好意的に接しているが、その目的は彼女が冥界の王ハーデスとペルセポネ1世の娘であることから天使の力を取り戻した際に始末して出世することで、彼女と友達関係を装っている。しかし彼女の純粋さに触れるようになってからは性格が丸くなって悪魔に対する警戒心も薄れており、天界から反逆者として指名手配されている。
ぴの
声 - 山田麻莉奈
演 - 滑石眞琴／小川さくら
ぺこらの元部下で、天界でぺこらのお世話係を務めていた天使。誕生日は6月9日。身長は160cm。ミノスに負けず劣らずのグラマラスな体型の持ち主。お菓子作りが得意で「天界お菓子作りコンテスト」でグランプリを受賞した経験を持つ。
天界の反逆者として指名手配されたぺこらとぽぽろんを始末するために人間界を訪れた。当初は2人を始末して天使長の座に就くことを画策していたが、ぽぽろんに不意を突かれ、ジャーマン・スープレックスを喰らって天使の輪を破壊されてしまい天界に帰還出来なくなってしまう。輪を失った後は任務が失敗したと落ち込んで自害しようとしたが、山の中で放浪しているうちに「天界の主を倒して自らが主となり、天界と人間界を滅ぼして全世界を統べる女王になる」という野望を抱き、輪が再生するまでの間、ゆりね達が住むアパートで管理人を務めながら暮らすこととなった。
情緒不安定で、リエール曰く天界にいる頃からすぐ泣き喚いて自殺を仄めかす嫌いがあり、リエールが人間界に来たと知った際には自分を始末しにきたと勘違いしてリエールの殺害を試みており、その後も常に不安に押し潰されそうになっている。また、ゆりねが手違いでリエールを殴って気絶させたことから彼女のことを救世主だと思い込み、彼女に依存している。
リエール
声 - 花井美春
演 - 井土依吹／藤村光希
ぺこら達天使が仕える主で、天使たちを治める神。誕生日は12月24日。身長は130cm。本来は熟女の様な姿をしているが、人間界では子どもだと警戒されにくい事を考えて幼児化した。幼児化後もドロップキックを繰り出した邪神ちゃんの尻尾を空中で真っ二つにするほどの力を有し、ぺこら曰く人間に殴られたぐらいでは蚊にさされた程度の衝撃にしか感じないものの、幼児化の影響を受けてゆりね渾身のストレートパンチを食らって気絶してしまった。
元々は人間を愛していたが、私利私欲のために生きる人間の姿に呆れ果てて地上を滅ぼすことに理解を示し、他の神々との会議で人間への粛正が決まったことを受けて地上を滅ぼすため人間界にやって来た。地上を滅ぼす前に人間界での暮らしを体験するため、人間界では孤児を装って児童養護施設・アイアンコマンドーに入所。旧友であるペルセポネ1世曰く天界にいる頃から子どもっぽいものが好きで、ファストフードのおまけグッズや公園の遊具に興味を示している。
当初は天界を裏切って悪魔と結託しているとして、ぺこら、ぽぽろん、ぴのの処分を検討していたが、人間界での3人の様子を観察していくうちに悪魔との関係はあるものの天界を裏切った訳ではないとの認識に改めて処分を保留している。

### 人間
橘 芽依（たちばな めい）
声 - 原奈津子
演 - 片山雛世／筧田菜々花
万歳橋警察署に勤務する女性警察官。誕生日は5月3日。身長は165cm。
万歳橋警察署のスーパーコップを自称しているが、可愛いもの好きで気に入ったものを逮捕や保護といった名目で勝手に持ち帰る癖があり、そのためなら職権濫用も躊躇わず、バレなきゃ何をしても良いという考えを持っている。また職場では毎日怒られてばかりで周囲から不思議ちゃん扱いされている。
コレクション対象は看板、客寄せ人形、墓石、地蔵といったものから氷ちゃん（浩二）、パンダ姿のランラン、ぺこらなどの天使や悪魔にまでおよび、特に邪神ちゃんのことは自分のものにならなければ彼女を殺すことも躊躇しないほど気に入っており、大蛇丸というオリジナルネームをつけている。
遊佐同様、作中で目立っていないことへの憎しみと嫉妬から闇堕ちし、主役の座を奪うため遊佐と共に「反逆同盟」を結成した。
大地（だいち）
声 - MoeMi
アイアンコマンドーに入所している少女。ユキヲ原作の『ごっどちゃんず』の登場人物でもある。リエールとルームメイトで仲が良い。天使のえる（ぽぽろん）のファンであり、人間を救うことに興味のなかったぽぽろんが、アイアンコマンドーのためにチャリティライブを行なうきっかけを作っている。邪神ちゃんから「しっかりして賢い子だよ」と評されている。
千葉 茂、尾崎 比呂、桂 大五郎
秋葉原に出没するオタク男子3人組。天使のえる（ぽぽろん）のファンで彼女のアルバイト先であるラーメン屋「創世記」の売り上げにも貢献している。また、ユキヲ原作の『武蔵野線の姉妹』の登場人物でもある。
千葉 茂（ちば しげる）
声 - 落合福嗣
天使のえる（ぽぽろん）のファンの1人でラーメン屋「創世記」やライブ会場に出没する男性。ふくよかな容姿。ラーメン屋でぽぽろんに暴力を振おうとした邪神ちゃんに食ってかかって彼女のことを「クソ蛇女」などと罵った。
尾崎 比呂（おざき ひろ）
声 - 福間竣兵
天使のえる（ぽぽろん）のファンの1人。ロングヘアのオタク男子。千葉同様、ラーメン屋でぽぽろんに暴力を振おうとした邪神ちゃんに食ってかかった。
桂 大五郎（かつら だいごろう）
声 - 鈴木崚汰
千葉と尾崎の友人。頭にバンダナを巻いている。メデューサに道を聞かれた際に彼女の可愛い声に惚れ、無理矢理紙袋を取って石化してしまった。
棚橋（たなはし）
声 - 稲葉和彦
ぺこらのバイト先に現れる若者。ぺこらのバイト先の先輩で、彼女のことを「バイト」と呼んでおり、彼女からは「いかにも頭が悪そう」などと評されている。
先生
声 - 長谷川玲奈
アイアンコマンドーの先生。
緑川 ひかる（みどりかわ ひかる）
ゆりねのバイト先であるカフェ「姫武者」のバイト仲間。ユキヲ原作の『武蔵野線の姉妹』の主人公姉妹の妹。作中ではゆりねがオタク達にちやほやされる様子を見て嫉妬する一面を見せた。
英 由良（はなぶさ ゆら）
ゆりねのバイト先であるカフェ「姫武者」のバイト仲間。ユキヲ原作の『武蔵野線の姉妹』の登場人物。ぺこらが紛失した天使の輪を拾い、蛍光灯と勘違いして処分した。
絵瓜 杏（えうり あん）
声 - 金子有希
秋葉原で絵画商法を行っている女性。
身宇裸（みうら）
声 - 津田健次郎
バーで邪神ちゃんと飲み比べをした男性。本名は身宇裸 友和（みうら ともかず）で会社の専務を務めている。飲み比べの最中に飲み過ぎて救急車で運ばれてしまい、勝負に勝った邪神ちゃんも泥酔して自分の家と間違えて面識のない女性の家に上がりこんでしまった。
雲地空太
声 - 桜木つぐみ
虫歯の痛みで苦しむ邪神ちゃんに頭突きをした男の子。
管理人さん
声 - 島本須美
邪神ちゃんたちが住むアパートの管理人。急遽、帰郷することとなり、新たに越してきたぴのに管理人の任を引き継いだ。

### その他の登場キャラクター
パトラ
声 - 柴田柚巴
本作の劇中劇である「パトラちゃん」の主人公。ピラミッドパワーの秘密を守るため敵からの拷問に耐えている。作中ではファストフードのおまけグッズなどでフィギュア化されており、ファンであるリエールは保護者同伴のイベントで貰えるフィギュアを手に入れるためペルセポネ1世に母親役を頼み、ペルセポネ1世の子どもを装った。ユキヲ原作の『宇宙ファラオ☆パトラちゃん』の登場人物でもある。
ホルス
声 - 山田親之條
パトラの従者である鳥。従者でありながらピンチになるとパトラを裏切る。ユキヲ原作の『宇宙ファラオ☆パトラちゃん』にも登場する。
ハト男爵
声 - 真殿光昭
本作の劇中劇である「ハト男爵」の主人公。平和の象徴である鳩のマスクを被っていながら悪事を働いており、邪神ちゃんが憧憬の対象としている。
マンドラゴラ
声 - 金田朋子
ミノスがゆりねにプレゼントした魔界のおもちゃ。お腹を押すと断末魔の叫び声を上げる。ゆりねに気に入られていたが、邪神ちゃんに踏み潰され壊れてしまった。
「邪神ちゃんドロップキックねばねばウォーズ」では園芸イベントの限定アイテムとして登場した。
地蔵
声 - 中尾隆聖
お供え物を奪った邪神ちゃんに罰を与えた地蔵。邪神ちゃんに慈悲をかけることなく攻撃を加え、戦闘の末、彼女と和解した。その後、芽依にお持ち帰りされて石渡小輔というオリジナルネームをつけられた。
初音ミク（はつね ミク）
声 - 藤田咲
『邪神ちゃんドロップキックX（テレビアニメ第3期）』に登場。好物は歌と長ネギで、作中ではネギを振り回しながら歌うシーンが散見された。
取り立て人
声 - 黒田崇矢（取り立て人1）・小山剛志（取り立て人2）・福間竣兵（取り立て人3）・鈴木崚汰（取り立て人4）
邪神ちゃんの借金を取り立てに来た男たち。北海道から九州まで全国通津浦々追いかけ回した。
ケンシロウ
声 - 河本邦弘
『北斗の拳』の登場人物。世紀末編にゲストキャラとして登場。作中では邪神ちゃんに伝説の暗殺拳を伝授した。
風まるくん（かぜまるくん）
声 - 釘宮理恵
熊本県高森町のマスコットキャラクター。世紀末編に登場し、作中では芽依に気に入られて追いかけ回された。

## 作品の舞台

### 神保町・秋葉原
本作の舞台となっているのは、東京の神保町および秋葉原周辺である。先述のように神保町にはゆりねが住んでいるアパートがあり、彼女の通うキメラ大学は御茶ノ水駅近くの明治大学が元になっている。ゆりねが魔導書を購入したのは神田古書店街内の書泉グランデがモデルとなっており、周辺に存在する飲食店（喫茶店「さぼうる」、カレー屋「ボンディ」・「神田まつや」・「まんてん」、うどん屋「丸香」、和菓子屋「橘昌文銭堂」、大丸やき茶房）、神田すずらん通り商店街、パンダの遊具がある「キンキン広場」などが作中に登場する。また、ぺこらの住むダンボールハウスがある公園は西神田公園を元にしている。一方、秋葉原にはゆりねの働くカフェがあるという設定になっていて、作品では秋葉原の電気街や肉のハナマサ秋葉原店をモデルにした店舗が登場する。
邪神ちゃんが通うパチンコ店「人生シアター」は、神保町にある「人生劇場」がモチーフとなっており、「人生劇場」は2020年1月に閉店したが、大手パチンコチェーン・アンダーツリーが経営権を取得し、同年8月に「人生劇場 powered by KICONA」として再開店し本作とコラボレーションを行った。
2019年9月には本作の舞台となった神田神保町・秋葉原エリアを紹介する『邪神ツアー公式ガイドブック』が共栄大学の学生らによって制作され、このガイドブックを商品の一部とした旅行ツアーがジェイアール東海ツアーズによって企画された。

### 千歳市
本作の主人公・邪神ちゃんを演じる鈴木愛奈が千歳市の出身であることなどから2019年7月30日に千歳市とコラボすることが発表され、邪神ちゃんが描かれた観光PRポスターの掲示、市の名産品やアイヌ民族の漁具をモチーフにしたオリジナルグッズの販売などの施策を実施し、同年11月2日には新千歳空港国際アニメーション映画祭でスペシャルイベントとして「北サバト in NEW CHITOSE 2019」を開催した。

#### 千歳編
本作の製作委員会のメンバーである北海道文化放送の関係者の伝手で千歳市とふるさと納税を活用したアニメ制作を実施することとなり、「北サバト in NEW CHITOSE 2019」の中で「千歳編」の制作決定を発表。千歳市曰く、ふるさと納税を活用したテレビアニメの制作は全国初の試みで、2019年12月2日から同月31日まで寄付を募ったところ、12月5日に目標額の2000万円を突破。最終日までに1億8438万円集まり、2020年6月22日に第2期のスペシャル回として放送された。
テレビアニメではサケのふるさと 千歳水族館、道の駅サーモンパーク千歳、もりもと千歳本店、キウス周堤墓群、支笏湖、支笏湖ビジターセンター、山線鉄橋、丸駒温泉旅館などが登場。終盤には鈴木と同じく千歳市出身でリエール役を務める花井美春によって民謡「CHI☆TO☆SE愛歌」が歌われた。
放送終了後もアニメに登場した市内のスポットを巡る「アニメ『邪神ちゃんドロップキック’千歳編』を巡ろうツアー!!」を企画。各スポットには声優のサイン入りパネルやテレビアニメの原画などが展示され、SNSを介したプレゼント企画が催された他、道の駅サーモンパーク千歳内にあるソフトクリーム店「ミルキーベル細澤牧場」では本作のキャラクターをモチーフにしたフロートやケーキが販売された。2022年12月1日には千歳市にあるノースワン株式会社とコラボし、本作のキャラクターをモチーフにしたオリジナルガラスアクセサリーの受注販売が行われた。

### テレビアニメ第3期
2020年10月28日、本作と北海道帯広市・釧路市・富良野市、長崎県南島原市の4自治体がコラボし、各自治体のふるさと納税を活用して、それぞれの自治体を舞台としたテレビアニメを制作することが発表された。

#### 釧路市
釧路市では制作資金として3000万円の寄付を目標とし、返礼品としていくら醤油漬けなどが用意され、2021年2月19日に目標額を達成し、釧路編の制作が決定。邪神ちゃんドロップキックX （テレビアニメ第3期）の第6話で放送された。放映に際して、コーチャンフォー釧路店では特設コーナーを設置し、本作のPRを図った。
テレビアニメでは釧路湿原展望台、阿寒湖、阿寒湖アイヌコタン、阿寒湖アイヌシアター「イコㇿ」、北海まりも製菓、ボッケ遊歩道、丹頂鶴自然公園、釧路和商市場、幣舞橋、シマフクロウの影絵、音別町のフキ畑や牧場などが登場。同年9月4日には「KUSHIRO-POPCULTURE FES釧路スタジオ2」内で本作の声優によるトークショーやライブが開催された。翌2023年の「釧路スタジオ3」でもコラボイベントを開催した（詳細）。

#### 帯広市
帯広市では制作資金として3000万円の寄付を目標とし、返礼品としてトヨニシファームの豊西牛を使用したビーフカレーが用意され、2021年3月までに目標額を達成し、帯広市が制作費を募った「商工観光基金」には2億円以上が集まった。
テレビアニメは邪神ちゃんドロップキックX（テレビアニメ第3期）の第7話で放送され、リバティヒル広瀬牧場、ウエモンズハート、クランベリー、柳月大通本店、ますやパン 麦音、はげ天、帯廣神社、幸福駅、帯広競馬場・とかちむら、ディノス帯広、真鍋庭園、琥羊（北の屋台）、馬車BARなどが登場。また、現地施策として原奈津子（橘芽依役）と早川千明（ミノス役）による帯広競馬場のPR番組の収録、帯広編の放送を記念したばんえい競馬とのコラボイベントなどを実施した。

#### 南島原市
南島原市では制作資金として5000万円の寄付を目標とし、返礼品として本作とコラボした原手延そうめん、雲仙和牛、ポシェット、プリンが用意され、最終的に6000万円以上の寄付が集まり、邪神ちゃんドロップキックX（テレビアニメ第3期）の第8話で放送された。
テレビアニメでは前浜海水浴場、瀬詰崎灯台、あこう群落、口之津イルカウォッチング、原城、天草四郎像、湯島、みそ五郎の像、鮎帰りの滝、滝の茶屋の他、市内の製麺所が登場。放送後も松本政博市長が市内の事業者によるコラボ商品の開発などに意欲を示し、本作とコラボした具雑煮、海鮮丼、檸檬ケーキの販売の他、ラッピングバス「邪神ちゃん号」（島鉄バス）やラッピング船「大蛇丸」（口之津観光船企業組合）の運行、「邪神ちゃんフォトコンテスト in 南島原」の開催、邪神ちゃんマンホールの制作および展示、原画パネルの展示等の現地施策を実施した。

#### 富良野市
富良野市では制作資金として3810万円の寄付を目標とし、返礼品には邪神ちゃんラベルが貼られた「ふらのワイン」が用意され、最終的に観光振興を目的とした寄付額を合わせて約7412万円集まり、邪神ちゃんドロップキックX （テレビアニメ第3期）の第9話で放送された。
テレビアニメでは富良野チーズ工房、フラノマルシェ、菓子司新谷、北真神社（へそ神社）、ワインの泉、ふらのワイナリー、吉田農園、麓郷展望台、五郎の石の家 風車、グラスフォレスト富良野、北海道中心標の石、新富良野プリンスホテルが登場。北真神社（へそ神社）では邪神ちゃんを描いた絵馬が増えた。
放送後、アニメ内のシーンを巡って市議会の決算審査特別委員会が2021年度一般会計決算を不認定とする事態が発生した（後述）。

##### 邪神ちゃんドロップキックⅩ富良野編　聖地巡りデジタルスタンプラリー
2023年7月15日、ふらの観光協会が「邪神ちゃんドロップキックⅩ富良野編　聖地巡りデジタルスタンプラリー」を開催。富良野編に登場する12ヶ所の聖地（富良野チーズ工房、フラノマルシェ、菓子司新谷、へそ神社、ワインの泉、ふらのワイナリー、吉田農園、麓郷展望台、五郎の石の家、グラスフォレスト富良野、北海道中心標、新富良野プリンスホテル）をチェックポイントとし、LINEで各チェックポイントにあるQRコードを読み取り、異なる6ヶ所以上のチェックポイントのスタンプを集めることによって、富良野駅横の富良野・美瑛広域観光インフォメーションセンターでユキヲ描き下ろしのオリジナル缶バッジが貰えるルールとなっており、イベントを開催したふらの観光協会は北海道新聞の取材に対して「邪神ちゃんファンの滞在や宿泊につなげ、新たな富良野ファンも創出したい」とコメントした。開催期間は在庫終了まで予定され、2024年（令和6年）3月に終了した。

### 高森町
熊本県高森町では、同町を舞台としたスピンオフ作品「世紀末編」の製作のため、ふるさと納税で事業費を募ったところ、4400万円集まり、令和5年度一般会計補正予算（第2号）に組み込まれ、令和5年第2回高森町議会定例会にて原案可決された。また、ふるさと納税の返礼品として、本作のキャラクターが登場する高森町のガイドブックと町の特産品10種のスターターセットなどが用意された。
テレビアニメは2023年12月26日にBS日テレ、ニコニコ動画及びYouTube（邪神ちゃんねる）にて放送・配信された。作中では上色見熊野座神社、高森湧水トンネル公園、南阿蘇鉄道、根子岳などが描かれ、ゲストキャラとしてケンシロウが登場し、声優は邪神ちゃんにとっての「ケンシロウ」がパチンコ・パチスロのケンシロウであることから、パチンコ・パチスロでケンシロウを演じている河本邦弘を起用し、ナレーションも千葉繁が担当した。また、世紀末編の放送にあたって二次創作ガイドラインが改訂され、対象に世紀末編が加わったほか、世紀末編の映像データがテレビ放送する前にAmazon Prime Videoにて300円で販売され、世紀末編については、時間無制限で二次利用することを認め、KADOKAWAの「クリエイターサポートプログラム（CSP）」への参加を条件に収益化も容認した。これらの取り組みについて宣伝プロデューサーの栁瀬一樹は、「世紀末編は熊本県高森町を応援するために作っているので、1回でも多く視聴されることが大切」とし、そのために配信者や違法アップローダーに協力を仰ぐ考えを示し、「どんどんアップロードして広告収入を得てほしい」とコメントした。
本作ではエンディング曲を担当したEXILE NESMITHやLeolaなど、熊本県出身のアーティストが登用され、「北斗の拳」のケンシロウの登場については同作を手がけたコアミックスの第2本社が高森町にあることが縁で実現したこと、楽曲は熊本地震からの復興がテーマの1つになっていることなどが「世紀末フェス」のトークイベントで明かされた。
2023年12月23日から翌2024年1月8日まで、錦糸町マルイで「邪神ちゃんドロップキック 世紀末編原画展＆POP UP SHOP」が開催され、1月4日以降は福袋などの物販が実施された。

#### 先行試写会
2023年12月9日には、ふるさと納税で3万円寄付した人を対象とした「世紀末編」の世界最速先行上映会が高森町で開催され、舞台挨拶にぺこら役の小坂井祐莉絵と高森町の草村大成町長が登場した。
同月23日には、ベルサール秋葉原で世紀末編先行上映会（通称、世紀末フェス）が開催された。ステージは「赤の部」と「青黄緑の部」の2部構成で、上映会は各部それぞれ3万円以上（両部参加の場合は6万円以上）のふるさと納税を高森町に寄附した人のみが観覧できる納税エリアと一般の来場者が観覧出来るフリーエリアが用意され、フリーエリア内には物販ブースやパトラチーム（パトラ役・柴田柚巴、ホルス役・山田親之條、バステト役・白那美アンジュ）によるゲームブースなどが設置された。また、声優や製作関係者によるトークイベントなども催され、鈴木愛奈によるオープニング曲「Apocalypse Day」のミニライブ、パトラチーム（パトラ役・柴田柚巴、ホルス役・山田親之條、バステト役・白那美アンジュ）や朝ノ瑠璃によるミニライブが行われた。
| 部     | MC                             | 出演者 | 備考                         |
| ------ | ------------------------------ | --- | ---------------------------- |
| 赤の部 | 栁瀬一樹（宣伝プロデューサー） | 鈴木愛奈（邪神ちゃん役）、夏目公一朗（製作総指揮）、草村大成（熊本県高森町長）、EXILE NESMITH・Leola（歌手・エンディング曲担当）                                   | 鈴木愛奈によるミニライブ     |
| 青の部 | 栁瀬一樹（宣伝プロデューサー） | 鈴木愛奈（邪神ちゃん役）、大森日雅（花園ゆりね役） | 鈴木愛奈によるミニライブ     |
| 黄の部 | 栁瀬一樹（宣伝プロデューサー） | 宮城大翔（「世紀末編」監督）、今泉雄一（音響監督）、村上桃子（脚本家）／パトラコーナー：柴田柚巴（パトラ役）、山田親之條（ホルス役）、白那美アンジュ（バステト役） | パトラチームによるミニライブ |
| 緑の部 |                                | 夏目公一朗（制作総指揮）、栁瀬一樹（宣伝プロデューサー）、石川翼（原作編集担当）、やんやん（ライツ担当）、田中サコ（ライツ担当）                                   | 朝ノ瑠璃によるミニライブ     |

## 書誌情報
- ユキヲ『邪神ちゃんドロップキック』 フレックスコミックス〈メテオCOMICS〉、既刊25巻（2025年6月13日現在）
  1. 2014年5月12日発売[107]、ISBN 978-4-593-85777-7
  2. 2014年6月12日発売[108]、ISBN 978-4-593-85780-7
  3. 2014年12月12日発売[109]、ISBN 978-4-593-85796-8
  4. 2015年6月12日発売[110]、ISBN 978-4-593-85807-1
  5. 2015年12月12日発売、ISBN 978-4-593-85823-1
  6. 2016年6月11日発売[111]、ISBN 978-4-593-85835-4
  7. 2016年12月12日発売[112]、ISBN 978-4-593-85850-7
  8. 2017年6月12日発売、ISBN 978-4-593-85863-7
  9. 2017年12月12日発売[113]、ISBN 978-4-593-85875-0
  10. 2018年6月12日発売[114]、ISBN 978-4-86675-015-6
  11. 2018年8月9日発売[115]、ISBN 978-4-86675-022-4
  12. 2019年4月12日発売[116]、ISBN 978-4-86675-050-7
  13. 2019年10月12日発売[117]、ISBN 978-4-86675-079-8
  14. 2020年4月11日発売[118][119]、ISBN 978-4-86675-103-0
  15. 2020年6月12日発売[120]、ISBN 978-4-86675-111-5
  16. 2020年12月11日発売[121]、ISBN 978-4-86675-131-3
  17. 2021年6月11日発売[122]、ISBN 978-4-86675-152-8
  18. 2021年12月10日発売[123]、ISBN 978-4-86675-180-1
  19. 2022年6月10日発売、ISBN 978-4-86675-223-5
  20. 2022年12月12日発売、ISBN 978-4-86675-256-3
  21. 2023年5月12日発売、ISBN 978-4-86675-286-0
  22. 2023年12月12日発売、ISBN 978-4-86675-326-3
  23. 2024年6月12日発売、ISBN 978-4-86675-358-4
  24. 2024年12月12日発売、ISBN 978-4-86675-396-6
  25. 2025年6月13日発売、ISBN 978-4-86675-440-6
- ユキヲ（原作）・結希シュシュ（作画）『ミノスのビーフ100%』 フレックスコミックス〈メテオCOMICS〉、既刊1巻（2020年4月11日現在）
  1. 2020年4月11日発売[119]、ISBN 978-4-86675-101-6

## テレビアニメ
クラウドファンディングやふるさと納税を活用したプロモーションを展開して注目を集めており、第2期では北海道千歳市、第3期では北海道富良野市・帯広市・釧路市、長崎県南島原市とコラボした特別編が制作された。また中国でのシリーズ累計視聴数は1億回を超えている（2023年9月28日現在）。

### 邪神ちゃんドロップキック（第1期）
第1期は2018年7月から9月までBSフジほかにて放送。アニメ化に際して女子プロレス団体・スターダムとのコラボレーションが行われた。第12話はAmazon Prime Videoで2018年10月1日より配信された。

### 邪神ちゃんドロップキック'（第2期）
2019年1月開催のファンイベントまでに第1期のセルソフト売り上げが2000枚を突破した場合、製作総指揮の夏目公一朗がイベント内で製作を決断することが公式でアナウンスされ、イベント当日に目標売り上げを達成したことを受けて正式に放送されることを告知し、2020年4月から6月まで放送された。第1話の放送初日にはテレビ放送に先駆けてAmazon Prime Videoにて本シリーズの全11話が配信された。
邪神ちゃん役の鈴木愛奈とリエール役の花井美春が北海道千歳市出身であることから、千歳市が市のPRのためにふるさと納税を2000万円募集したところ1.8億円の支援が集まり、それらを活用した『千歳編』が制作され、千歳市の山口幸太郎市長（当時）や丸駒温泉の佐々木義朗代表取締役社長がゲスト出演した。また納税者の返礼品として、このエピソードが収録されたBlu-rayが2020年7月より順次発送された。

### 邪神ちゃんドロップキックX（第3期）
本シリーズでは関東圏の放送局がテレビ東京に変更され、BS放送でもBS日テレが追加された。2022年7月から9月まで放送され、本シリーズおよびまめアニメに初音ミクが出演した。
2020年9月30日よりクラウドファンディングを実施し、タイトルやサブタイトルの命名権などがリターンとして用意された。同年10月28日には正式タイトルに加えて、新たに帯広市、釧路市、富良野市、南島原市とコラボレーションすることが発表され、4市のふるさと納税を活用したテレビアニメの特別編が制作された。また本編に先駆けて4月7日より北海道文化放送で『邪神ちゃんドロップキックX まめアニメ（北海道編）』が放送された。
2021年5月、本シリーズでヴァンパイア族の姫・エキュートとその従者・アトレが登場する旨が公表され、アトレ役は声優の長谷川玲奈が選ばれた一方、エキュート役は公開オーディションで選ばれることとなった。オーディションは経験の有無のほか、年齢や性別を不問とし、最終審査ではファン投票が行われ、総勢1661人の応募の中からVTuberの朝ノ瑠璃が選ばれた。
| 順位 | 名前       | 投票数 |
| ---- | ---------- | ------ |
| 1    | 朝ノ瑠璃   | 7040   |
| 2    | 絵恋ちゃん | 5244   |
| 3    | 月野もあ   | 3379   |
| 4    | 中川美優   | 1656   |
| 5    | 柴田柚巴   | 759    |

第3期の特別編の放送直後、製作サイドは視聴後の現地訪問意向のアンケート（調査期間：2022年8月31日 - 9月5日、有効回答：2,342件）を実施。その結果、視聴時点で6割以上の視聴者が未訪問と回答し、7割以上の視聴者が舞台となった自治体を訪れる意向を示した。他方で同アンケートには「4話は多すぎる」といった特別編に対するネガティブな意見も寄せられ、視聴したタイミングが早かったり、原作を読んだことのある視聴者ほどその割合が高いことからコンテンツ体験の深さとネガティブ反応には相関性があるとの分析がなされ、この結果を受けて本作の宣伝プロデューサーの栁瀬一樹は、Business Insider Japanのインタビュー内で、ふるさと納税で作る回をスピンオフにするといった対応の必要性について言及した。2022年11月25日にはこれらの調査結果が北海道大学のフォーラムで発表された。

### 第3期以降
3期放送終了後の2022年9月30日には、「4期分割払いプロジェクト」と称して、クラウドファンディングで資金を集め新作映像を順次OVAとして制作し、全12話が完成したら第4期としてテレビ放送する計画を発表。同年11月30日から始まったクラウドファンディングで、開始から約35分で目標金額に達したためOVAの制作が決定し、最終日である2023年1月13日までに1億1596万4266円が集まり、OVA3話の制作が確定した。また本クラウドファンディングの連動企画として、Mixalive TOKYOの9階にあるカフェ「Live Cafe Mixa」とコラボし、「『邪神ちゃんドロップキック』目指せアニメ4期放送!クラファン連動企画～冬の強化合宿カフェ～in 池袋」を2022年12月16日から2023年1月15日にわたって開催。コラボメニューやオリジナルネックストラップなどのグッズが用意された。
2023年5月4日には、すみだ産業会館（錦糸町マルイ 8・9階）で「邪神ちゃんフェス」が開催され、同イベント内で熊本県高森町とのコラボ企画として、高森町を舞台とした「邪神ちゃんドロップキック【世紀末編】」を制作すること（詳細）や「ケロロ軍曹」（後述）、「這いよれ! ニャル子さん」（後述）とコラボする旨が発表された。
同年10月、「邪神ちゃんドロップキック【世紀末編】」が同年12月26日にBS日テレ、ニコニコ動画、邪神ちゃんねるにて放送・配信されることが決定。オープニングテーマは邪神ちゃん役の鈴木愛奈が、エンディングテーマはEXILE NESMITHとLeolaが担当し、オープニングテーマはキャラクターソングではなく、アーティスト・鈴木愛奈としての取り組みとなる旨が発表されたほか、本作の放送に合わせ、ふるさと納税の寄付者を対象とした先行上映会を高森町とベルサール秋葉原の2ヶ所で開催されることが決定した。
同年10月20日には東京大学で本作の宣伝やマーケティングをテーマにした「邪神ちゃんマーケティング講演会」を開催。講演会には本作の宣伝プロデューサーで東京大学大学院学際情報学府の学生である栁瀬一樹が登壇し、本作の施策や宣伝方法を紹介したり、「（参加者がアニメの宣伝プロデューサーであることを想定したうえで）1200万円の予算で出来るアニメの宣伝方法」をお題にしたワークショップを実施した。また、講演内で栁瀬は本作の方向性について、媒体にお金を払って宣伝するよりも話題性のある施策を展開し、それを媒体に取り上げてもらう方向を目指していると述べ、本作永続のためクラウドファンディングやふるさと納税といったお金のかからない手法や違法アップロードを逆手に取るなど、常に新しい手法を模索しているとし、こうした何でもあり感のある宣伝が原作の作風や時代の閉塞感にマッチしているのではないかと分析した。
同年12月26日、「邪神ちゃんドロップキック【世紀末編】」がBS日テレ、ニコニコ動画およびYouTube（邪神ちゃんねる）にて放送・配信された。放送に先立ち、熊本県高森町（詳細）とベルサール秋葉原（詳細）で先行試写会が行われた。BS日テレでは本編放送後に岩間玄によるメイキングアニメ邪神ちゃん、かく生き残りけり〜メイキング オブ 邪神ちゃんドロップキック【世紀末編】〜が放送された。
2024年6月2日には、邪神ちゃんフェス2内で、テレビアニメ『スライム倒して300年、知らないうちにレベルMAXになってました』とコラボレーションすることが発表され、本作とのコラボイラストが公開されたほか、コラボ企画として本作とのコラボボイスドラマを制作することが発表された（詳細）。
同年9月9日、本作の宣伝プロデューサーの栁瀬一樹が、本作で実践してきた宣伝手法などをまとめた「宣伝は差異が全て 邪神ちゃんドロップキックからマーケティングを学ぶ」が発売された。

### 富良野市議会決算不認定問題
テレビアニメ第3期で放送した富良野編について「臓器売買の提案など富良野市のイメージを落としかねないシーンがあった」との指摘が富良野市議会決算審査特別委員会内で上がり、同委員会は2022年11月15日に富良野市が上程していた本作の制作委託料（3300万円）を含む2021年度一般会計決算を可否同数による委員長決裁で不認定とした。これについて同委員会で不適切だと指摘した、ふらの未来の会の佐藤秀靖議員が「（借金返済のために臓器売買を提案する表現が）社会通念上許されず富良野市のイメージを損なうのではないか」との見解を示した一方、「あくまでアニメの中の話。一部分だけを切り取って議論するのはよくない」とアニメの内容に理解を示す議員もおり、同市の北猛俊市長は「表現の自由に介入して指摘するのは遺憾。委員会などで出た様々な意見については今後の参考にしたい」とした。
これを受けて制作サイドは本アニメの公式Twitter上で富良野編の1週間無料配信と視聴後に富良野のイメージが向上したかを問うアンケートを行うことを発表。アンケートは同月16日から24時間行われ、ファンによる投票が多いとしながらも93%以上の投票者がイメージが向上したと回答した。
| 富良野編を見た後の富良野のイメージ           | 割合（%）                             |
| Twitter調査結果（有効回答：83,912件）        | Twitter調査結果（有効回答：83,912件） |
| -------------------------------------------- | ------------------------------------- |
| とても上がった                               | 71                                    |
| 上がった                                     | 22                                    |
| 下がった                                     | 1.7                                   |
| とても下がった                               | 5.2                                   |
| Googleフォーム調査結果（有効回答：22,723件） |                                       |
| とても上がった                               | 69                                    |
| 上がった                                     | 26                                    |
| 下がった                                     | 0                                     |
| とても下がった                               | 1                                     |
| どちらでもない                               | 4                                     |

その後、2022年11月30日の富良野市議会の定例会において本件の採決が行われ、民主クラブ（4人）、ふらの令和の会（2人）、無会派の議員2人が認定に賛成し、ふらの未来の会（4人）、市民連合議員会（3人）、無会派の議員1人が反対に回った結果、認定の可否が8対8の同数となり、地方自治法第116条第1項に基づく議長決裁で黒岩岳雄議長が認定とした。これを受けて制作サイドは本アニメの公式Twitterを通して「これからも、邪神ちゃんは富良野のために頑張ります!」とコメントした。また本作と富良野市とのコラボに関し、定例会の討論において市の担当部署が誘客促進や観光振興につなげる事業をしていないとの趣旨の指摘がなされ、こうした町への誘致が足りないとの意見について、宣伝プロデューサーの栁瀬一樹は「ご指摘はごもっとも」とし、邪神ちゃんが描かれたマンホールの設置やラッピングバスを走行させるといった施策を実施した南島原市などと比較して富良野市だけは現地施策を実施できていないとの見解を示した。その後、ふらの観光協会が「邪神ちゃんドロップキックⅩ富良野編　聖地巡りデジタルスタンプラリー」を開催。富良野市内初の関連イベントとなった。

### スタッフ
|                                 | 第1期                               | 第2期                                       | 第3期                                                                                          | 世紀末編                                                |
| ------------------------------- | ----------------------------------- | ------------------------------------------- | ---------------------------------------------------------------------------------------------- | ------------------------------------------------------- |
| 原作                            | ユキヲ                              | ユキヲ                                      | ユキヲ                                                                                         | ユキヲ                                                  |
| 製作総指揮                      | 夏目公一朗                          | 夏目公一朗                                  | 夏目公一朗                                                                                     | 夏目公一朗                                              |
| 監督                            | 佐藤光（第2期は総監督）             | 佐藤光（第2期は総監督）                     | 佐藤光（第2期は総監督）                                                                        | 宮城大翔                                                |
| 監督                            | -                                   | 矢野孝典                                    | 山田卓                                                                                         | 宮城大翔                                                |
| シリーズ構成                    | 筆安一幸                            | 筆安一幸                                    | 筆安一幸                                                                                       | 村上桃子（脚本）                                        |
| キャラクターデザイン 総作画監督 | 古賀誠                              | 古賀誠                                      | 古賀誠                                                                                         | 古賀誠                                                  |
| 総作画監督                      | -                                   | 代見裕美                                    | 代見裕美                                                                                       |                                                         |
| 美術監督                        | 高木佐和子                          | 佐藤正浩                                    | 佐藤正浩                                                                                       |                                                         |
| 美術監督                        | 高木佐和子                          | 中西奈津子                                  | 飯田未来                                                                                       |                                                         |
| 色彩設計                        | 野口幸恵                            | 但野ゆきこ                                  | 但野ゆきこ                                                                                     | 大井美空                                                |
| 撮影監督                        | 東郷香澄                            | 山本聖                                      | 木田健斗                                                                                       | 戴斯豪                                                  |
| 編集                            | 武宮むつみ                          | 武宮むつみ                                  | 武宮むつみ                                                                                     | 丹彩子                                                  |
| 音響監督                        | 今泉雄一                            | 今泉雄一                                    | 今泉雄一                                                                                       | 今泉雄一                                                |
| 音楽                            | 栗原悠希、神馬譲                    | 栗原悠希、神馬譲                            | 栗原悠希、神馬譲                                                                               |                                                         |
| 音楽                            | -                                   | -                                           | SUPA LOVE                                                                                      |                                                         |
| プロデューサー                  | 渡邉亜依、白井有希子                | 渡邉亜依、白井有希子                        | 渡邉亜依、白井有希子                                                                           |                                                         |
| プロデューサー                  | 五十嵐和樹、本間裕之                | 宮田芳史、内林大道、本木円、加藤真一        | 宮田芳史、内林大道、本木円、加藤真一                                                           |                                                         |
| プロデューサー                  | 五十嵐和樹、本間裕之                | 藍沢亮、梶原剛、伊達光良 成田拓也、加茂明夫 | 川名悠太、梁俊明、永野雅彦 尾崎穂乃香、本間裕之、秋山広行 米谷陵、和氣紀子、尾山仁康、仁田智勇 |                                                         |
| プロデューサー                  | 高木隆行、大森慎司、野淵大輔        |                                             | 川名悠太、梁俊明、永野雅彦 尾崎穂乃香、本間裕之、秋山広行 米谷陵、和氣紀子、尾山仁康、仁田智勇 |                                                         |
| アニメーション プロデューサー   | 大澤明彦                            | 大澤明彦                                    | 大澤明彦                                                                                       |                                                         |
| アニメーション制作              | ノーマッド                          | ノーマッド                                  | ノーマッド                                                                                     | マカリア                                                |
| 制作                            | ダンガン                            | -                                           | -                                                                                              | 熊本県阿蘇郡高森町 （特別協力）                         |
| 製作                            | 邪神ちゃんドロップキック 製作委員会 | 邪神ちゃんドロップキック' 製作委員会        | 「邪神ちゃんドロップキックX」 製作委員会                                                       | BS日テレ、邪神ちゃんドロップ キック世紀末編プロジェクト |

### 主題歌

#### オープニング・エンディング
「あの娘にドロップキック」
邪神ちゃん（鈴木愛奈）、花園ゆりね（大森日雅）、メデューサ（久保田未夢）、ぺこら（小坂井祐莉絵）、ミノス（小見川千明）、ぽぽろん（佐々木李子）、ペルセポネ2世（飯田里穂）によるユニット「邪神★ガールズ」が歌う第1期オープニングテーマ。作詞・作曲・編曲はAgasa.K。
ヲタ芸/サイリウムダンスの世界大会「サイリウムダンスワールドバトル」の競技曲として起用された。
「Home Sweet Home!」
三浦祐太朗が歌う第1期エンディングテーマ。作詞は三浦祐太朗、作曲・編曲は前山田健一。
「時としてバイオレンス」
halcaが歌う第2期オープニングテーマ。作詞は宮嶋淳子、作曲は原一博、編曲は川崎智哉。雑誌『アニメージュ』に掲載された新譜情報では、halcaのクールな歌声を乗せた「アップテンポでキュートなナンバー」と評されているほか、『CD Journal』誌は本曲をロックに位置づけている。なお、2020年春季放送アニメのオープニング・テーマ人気投票では、カカクコムの運営する情報サイト「アキバ総研」で7位を、ニュースサイト「アニメ!アニメ!」で10位を獲得している。
「Love Satisfaction」
バンド・ZAMBが歌う第2期エンディングテーマ。楽曲のジャンルはメタルに割り振られ、ヴォーカルの図画泉美が手掛けた歌詞にはキャラクター・邪神ちゃんの心情が表現された。作曲は木田竜也 (Garl) が、編曲はZAMBのギタリストであるGAKがそれぞれ担当している。本アニメと同時期に放送された作品のエンディング・テーマ人気投票では「アキバ総研」で2位にランクインしたが、「アニメ!アニメ!」では圏外となった。
「CHI☆TO☆SE愛歌」
邪神ちゃん（鈴木愛奈）、リエール（花井美春）による第2期千歳編エンディングテーマ。作詞は筆安一幸、作曲・編曲はTORIENA。
「サンキュードロップキック!」
邪神ちゃん（鈴木愛奈）&初音ミクによるまめアニメ北海道編主題歌および第3期9話エンディングテーマ。作詞・作曲・編曲はキノシタ。
「あれこれドラスティック feat.鈴木愛奈」
halcaによる第3期オープニングテーマ。作詞は田淵智也、作曲は林直大と田淵智也、編曲は林直大。
「流線形メーデー」
花譜と可不による第3期エンディングテーマ。作詞は祭日ハネダ、作曲・編曲はHiFi-P。
「Apocalypse Day」
鈴木愛奈による世紀末編オープニングテーマ。
「ただいま feat. EXILE NESMITH」
Leolaによる世紀末編エンディングテーマ。

#### 挿入歌
「ミライドライブ」
佐々木李子が歌う第1期第10話および第2期第6話挿入歌。作詞・作曲はNAKO、編曲はMEG.ME。
「神保町哀歌」
邪神ちゃん（声 - 鈴木愛奈）が歌う第1期第11話および第2期第10話挿入歌。作詞は筆安一幸。作曲は栗原悠希。編曲は神馬譲。
「tell you,tell me」
佐々木李子が歌う第1期第12話挿入歌。作詞・作曲・編曲は毛蟹。
「アヴェ・マリア」
邪神ちゃん（声 - 鈴木愛奈）が歌う第2期第5話挿入歌。

### 各話リスト
| 話数                  | 脚本     | 絵コンテ     | 演出            | 作画監督                                              | 初放送日         |
| --------------------- | -------- | ------------ | --------------- | ----------------------------------------------------- | ---------------- |
| 第一話                | 筆安一幸 | 佐藤光       | 佐藤光          | 古賀誠 代見裕美 渋谷勤（料理）                        | 2018年 7月10日   |
| 第二話                | 筆安一幸 | 菊池聡延     | 菊池聡延        | 菊池聡延 岡野力也                                     | 7月17日          |
| 第三話                | 筆安一幸 | 矢野孝典     | 矢野孝典        | 佐藤義久 西村彩 桜井このみ 服部一郎                   | 7月24日          |
| 第四話                | 筆安一幸 | 山田浩之     | 藤代和也        | 河西睦月 金正男 藤田まり子                            | 7月31日          |
| 第五話                | 筆安一幸 | 山田卓       | 山田卓          | 北原章雄 代見裕美 勝谷遥 森悦史                       | 8月7日           |
| 第六話                | 村上桃子 | 角地拓大     | 角地拓大        | 古賀誠 代見裕美 菊池聡延 岡野力也 佐藤義久            | 8月14日          |
| 第七話                | 村上桃子 | 永居慎平     | 永居慎平        | 藤田まり子                                            | 8月21日          |
| 第八話                | 村上桃子 | 永居慎平     | 佐々木達也      | 河西睦月 Hong ein soo                                 | 8月28日          |
| 第九話                | 村上桃子 | 永居慎平     | 北原章雄 山田卓 | 北原章雄 代見裕美 佐藤義久 勝谷遥 中島大智 森悦史     | 9月4日           |
| 第十話                | 筆安一幸 | 花井宏和     | 松村樹里亜      | 藤田まり子 西村彩                                     | 9月11日          |
| 第十一話              | 筆安一幸 | ウシロシンジ | 佐藤光          | 岡野力也 代見裕美 細田沙織 山田雄一郎 簾畑由実 森悦史 | 9月18日          |
| 第十二話 （未放送話） | 筆安一幸 | 菊池聡延     | 菊池聡延        | 菊池聡延 山本真嗣 藤田まり子 岡野力也 山口菜 勝谷遥   | 10月1日 （配信） |

| 話数           | 脚本     | 絵コンテ            | 演出          | 作画監督                                                              | 初放送日      |
| -------------- | -------- | ------------------- | ------------- | --------------------------------------------------------------------- | ------------- |
| 第一話         | 筆安一幸 | 佐藤光              | 矢野孝典      | 代見裕美 藤田まり子                                                   | 2020年 4月6日 |
| 第二話         | 筆安一幸 | 山田浩之            | 小野田雄亮    | 河西睦月                                                              | 4月13日       |
| 第三話         | 筆安一幸 | 永居慎平 佐藤光     | 佐々木達也    | Hong Yu-Nu Lee Young-Mi 張紹偉                                        | 4月20日       |
| 第四話         | 村上桃子 | 山田卓              | 山田卓        | 北原章雄 佐藤義久 勝谷遥 平田かほる                                   | 4月27日       |
| 第五話         | 筆安一幸 | 山田浩之            | 小野田雄亮    | 河西睦月                                                              | 5月4日        |
| 第六話         | 村上桃子 | 山田浩之            | 山田卓        | 石橋友紀恵 宇佐美翔平 柳瀬譲二                                        | 5月11日       |
| 第七話         | 村上桃子 | 愛敬亮太 中山奈緒美 | 矢野孝典      | 藤田まり子 山口菜                                                     | 5月18日       |
| 第八話         | 村上桃子 | 角地拓大            | 角地拓大      | 北原章雄 岡野力也 島袋智和 山田雄一郎 平田かほる                      | 5月25日       |
| 第九話         | 筆安一幸 | 山田浩之            | 峯友則        | 袴田裕二 田中小百合 服部一郎 武内啓 Jeon Jong Min Han Hyeon Ji        | 6月1日        |
| 第十話         | 筆安一幸 | 佐藤光              | 矢野孝典      | 古賀誠 代見裕美 菊池聡延 岡野力也 藤田まり子 山口菜 平田かほる 謝宛倩 | 6月8日        |
| 第十一話       | 筆安一幸 | 佐藤光              | 佐藤光        | 代見裕美（作画） 藤田まり子（作画） 岡野力也（作画）                  | 6月15日       |
| SP回（千歳編） | 村上桃子 | 佐藤光              | 山田卓 佐藤光 | 岡野力也 佐藤義久 菊池聡延 藤田まり子 北原章雄 杉山直輝 島袋智和      | 6月22日       |

| 話数     | サブタイトル                                 | 脚本     | 絵コンテ   | 演出       | 作画監督                                                                                              | 初放送日      |
| -------- | -------------------------------------------- | -------- | ---------- | ---------- | --- | ------------- |
| 第一話   | ハルマゲドンかるたX                          | 筆安一幸 | 山田卓     | 山田卓     | 藤田まり子                                                                                            | 2022年 7月6日 |
| 第二話   | 錠剤は全てラムネです                         | 村上桃子 | 永居慎平   | 大久保亮   | Kim suho 杉山直輝                                                                                     | 7月13日       |
| 第三話   | 必殺ピロピロ                                 | 村上桃子 | 花岡佑大   | 花岡佑大   | アルベルト・キエ 勝谷遥 山口菜 山本真嗣 三ツ木萌子                                                    | 7月20日       |
| 第四話   | 邪な神保町の過ごし方                         | 村上桃子 | 中山奈緒美 | 小野田雄亮 | 河西睦月                                                                                              | 7月27日       |
| 第五話   | 愛し愛され3000万                             | 村上桃子 | 小松一人   | 中川聡     | 新村杏子 平野太朗 藤田まり子 渡部由紀子                                                               | 8月3日        |
| 第六話   | ギルティングカムイ釧路                       | 村上桃子 | 西森章     | 岩田義彦   | 藤田正幸 輿石暁 花輪美幸 柄谷綾子 飯飼一幸 渡部由紀子 新村杏子 楊彤琤 周婧 黄華 無錫花猫動画 麦冬映画 | 8月10日       |
| 第七話   | 笑顔の形、帯広で見つけたもの                 | 筆安一幸 | 菊池聡延   | 菊池聡延   | 藤田まり子                                                                                            | 8月17日       |
| 第八話   | イルカにノって大騒ぎ!ハラハラドキドキ南島原! | 筆安一幸 | 西森章     | 京極竜矢   | 大梶博之 福岡ゆう 徳田夢之介                                                                          | 8月24日       |
| 第九話   | 富良野に潤むラベンダー色の瞳                 | 筆安一幸 | 山田卓     | 山田卓     | 新村杏子 渡部由紀子 加野晃 アルベルト・キエ 松本勝次                                                  | 8月31日       |
| 第十話   | 大空に聞け!私の名は邪神ちゃんですの!         | 村上桃子 | 朝岡卓矢   | 岩田義彦   | 川辺雄介 坪田慎太郎                                                                                   | 9月7日        |
| 第十一話 | 神保町献血センター                           | 村上桃子 | 田中雄一   | 小野田雄亮 | 河西睦月 澤口裕也 伊能章博                                                                            | 9月14日       |
| 第十二話 | ドロップキックは永遠に                       | 村上桃子 | 小松一人   | 矢野孝典   | 古賀誠 藤田まり子 山本真嗣 勝谷遥 清澤唯人 新村杏子 青野厚司 輿石暁 櫻井拓郎 松本勝次 JFK             | 9月21日       |

| 話数 | サブタイトル     | 初放送日      |
| ---- | ---------------- | ------------- |
| #1   | 帯広ばんえい競馬 | 2022年 4月7日 |
| #2   | 釧路市幣舞橋     | 4月14日       |
| #3   | 富良野市         | 4月21日       |
| #4   | 札幌市           | 4月28日       |
| #5   | 恵庭市           | 5月5日        |
| #6   | 帯広             | 5月12日       |
| #7   | 釧路             | 5月19日       |
| #8   | 富良野市         | 5月26日       |
| #9   | 札幌市           | 6月2日        |
| #10  | 帯広市幸福駅     | 6月9日        |
| #11  | 釧路市阿寒湖     | 6月16日       |
| #12  | 富良野市へそ祭り | 6月23日       |

### 放送局
| 放送期間                | 放送時間                     | 放送局         | 対象地域       | 備考                                   |
| ----------------------- | ---------------------------- | -------------- | -------------- | -------------------------------------- |
| 2018年7月10日 - 9月18日 | 火曜 0:00 - 0:30（月曜深夜） | BSフジ         | 日本全域       | 製作参加 / BS放送 / 『アニメギルド』枠 |
|                         | 火曜 1:05 - 1:35（月曜深夜） | TOKYO MX       | 東京都         |                                        |
|                         | 火曜 1:30 - 2:00（月曜深夜） | サンテレビ     | 兵庫県         |                                        |
| 2018年7月11日 - 9月19日 | 水曜 2:45 - 3:15（火曜深夜） | びわ湖放送     | 滋賀県         |                                        |
| 2018年7月12日 - 9月20日 | 木曜 0:00 - 0:30（水曜深夜） | とちぎテレビ   | 栃木県         |                                        |
|                         | 木曜 2:20 - 2:50（水曜深夜） | 三重テレビ     | 三重県         |                                        |
| 2018年7月13日 - 9月21日 | 金曜 21:30 - 22:00           | AT-X           | 日本全域       | CS放送 / リピート放送あり              |
| 2018年7月14日 - 9月22日 | 土曜 1:00 - 1:30（金曜深夜） | 千葉テレビ     | 千葉県         |                                        |
| 2018年7月16日 - 9月24日 | 月曜 1:45 - 2:15（日曜深夜） | 北海道文化放送 | 北海道         | 製作参加                               |
|                         | 月曜 2:00 - 2:30（日曜深夜） | 西日本放送     | 香川県・岡山県 |                                        |

| 放送期間                | 放送時間                     | 放送局         | 対象地域       | 備考                                        |
| ----------------------- | ---------------------------- | -------------- | -------------- | ------------------------------------------- |
| 2020年4月6日 - 6月22日  | 月曜 22:30 - 23:00           | AT-X           | 日本全域       | CS放送 / リピート放送あり                   |
| 2020年4月7日 - 6月23日  | 火曜 0:30 - 1:00（月曜深夜） | 群馬テレビ     | 群馬県         |                                             |
|                         |                              | とちぎテレビ   | 栃木県         |                                             |
|                         | 火曜 1:15 - 1:45（月曜深夜） | TOKYO MX       | 東京都         |                                             |
|                         | 火曜 1:30 - 2:00（月曜深夜） | サンテレビ     | 兵庫県         |                                             |
| 2020年4月8日 - 6月24日  | 水曜 0:30 - 1:00（火曜深夜） | BSフジ         | 日本全域       | 製作参加 / BS/BS4K放送 / 『アニメギルド』枠 |
|                         | 水曜 1:50 - 2:20（火曜深夜） | 北海道文化放送 | 北海道         | 製作参加                                    |
| 2020年4月9日 - 6月25日  | 木曜 1:00 - 1:30（水曜深夜） | 千葉テレビ     | 千葉県         |                                             |
| 2020年4月11日 - 6月27日 | 土曜 1:55 - 2:25（金曜深夜） | テレビ山口     | 山口県         |                                             |
| 2020年4月13日 - 6月29日 | 月曜 2:00 - 2:30（日曜深夜） | 西日本放送     | 香川県・岡山県 |                                             |
| 2020年5月8日 - 8月7日   | 金曜 1:00 - 1:30（木曜深夜） | テレビ長崎     | 長崎県         |                                             |

| 放送期間               | 放送時間                     | 放送局         | 対象地域 | 備考 |
| ---------------------- | ---------------------------- | -------------- | -------- | ---- |
| 2022年4月7日 - 6月23日 | 木曜 2:10 - 2:15（水曜深夜） | 北海道文化放送 | 北海道   |      |

| 放送期間                | 放送時間                     | 放送局         | 対象地域   | 備考                                        |
| ----------------------- | ---------------------------- | -------------- | ---------- | ------------------------------------------- |
| 2022年7月6日 - 9月21日  | 水曜 2:05 - 2:35（火曜深夜） | テレビ東京     | 関東広域圏 |                                             |
| 2022年7月7日 - 9月22日  | 木曜 0:30 - 1:00（水曜深夜） | BS日テレ       | 日本全域   | 製作参加 / BS放送 / 『アニメにむちゅ〜』枠  |
|                         | 木曜 1:40 - 2:10（水曜深夜） | 北海道文化放送 | 北海道     | 製作参加                                    |
| 2022年7月8日 - 9月23日  | 金曜 0:30 - 1:00（木曜深夜） | BSフジ         | 日本全域   | 製作参加 / BS/BS4K放送 / 『アニメギルド』枠 |
|                         | 金曜 22:00 - 22:30           | AT-X           | 日本全域   | CS放送 / 字幕放送 / リピート放送あり        |
| 2022年7月15日 - 9月30日 | 金曜 2:05 - 2:35（木曜深夜） | テレビ長崎     | 長崎県     | 製作参加                                    |

| 放送期間         | 放送時間                     | 放送局   | 対象地域 | 備考            |
| ---------------- | ---------------------------- | -------- | -------- | --------------- |
| 2023年12月26日 - | 水曜 0:05 - 0:33（火曜深夜） | BS日テレ | 日本全域 | 製作局 / BS放送 |

インターネットでは、Amazon Prime Video、AbemaTV、ニコニコ生放送を始め様々な配信サービスで配信があり、日本では2018年7月9日から9月17日まで第1期が配信され、2020年4月6日に第2期が第11話まで一挙配信された。第1期はAmazon Prime Videoの配信版でのみテレビ未放送の次回予告が追加された

### BD / DVD
| 巻 | 発売日         | 収録話                                  | 規格品番  | 規格品番  |
| 巻 | 発売日         | 収録話                                  | BD        | DVD       |
| -- | -------------- | --------------------------------------- | --------- | --------- |
| 上 | 2018年10月29日 | 第1話 - 第6話                           | SMPX-0001 | SMPB-0003 |
| 下 | 2018年11月26日 | 第7話 - 第11話+テレビ未放送話（第12話） |           |           |

| 巻 | 発売日        | 収録話         | 規格品番 | 規格品番 |
| 巻 | 発売日        | 収録話         | BD       | DVD      |
| -- | ------------- | -------------- | -------- | -------- |
| 1  | 2020年8月5日  | 第1話 - 第4話  | HPXR-614 |          |
| 2  | 2020年9月2日  | 第5話 - 第8話  | HPXR-615 |          |
| 3  | 2020年10月2日 | 第9話 - 第11話 | HPXR-616 |          |

| 巻 | 発売日         | 収録話         | 規格品番  | 規格品番 |
| 巻 | 発売日         | 収録話         | BD        | DVD      |
| -- | -------------- | -------------- | --------- | -------- |
| 1  | 2022年10月21日 | 第1話 - 第6話  | HPXR-1937 |          |
| 2  | 2022年11月18日 | 第7話 - 第12話 | HPXR-1938 |          |

## Web動画

### YouTube
邪神ちゃんねる（じゃしんちゃんねる）は、テレビアニメ「邪神ちゃんドロップキック」の公式YouTubeチャンネル。

#### 配信番組など
15秒でわかる邪神ちゃんドロップキック
2018年4月5日から6月1日まで配信された漫画版紹介ショート動画。全10話。
邪神ちゃんねるV
2018年7月23日からモーションキャプチャーを使用した3DCGでVtuberとして活動を開始し、出演は邪神ちゃん（鈴木愛奈）、花園ゆりね（大森日雅）。第6話まではテレビ放送に合わせ放送後に配信、第7話からは大幅に遅れアニメ終了後に配信された。第11話で【終】となっていたが、続けて配信されることも発表された。
最終話次週の2018年9月24日（TOKYO MX）には『邪神ちゃんねるVすぺしゃる』が放送された。2018年11月9日にはニコニコ生放送『邪神ちゃんねるV出張版 ぺこら降臨祭』を放送。
第15回ではゲームメディアVTuberインサイドちゃんがゲスト出演。第16回で佐々木李子、第21、25回で小見川千明がゲスト出演。
第19回からぺこら（小坂井祐莉絵）出演の「ぺこちゅーぶ」が開始。
2019年5月29日に配信された動画で「うまい棒」の才能が開花、ぺこらは自身の事を「うまい棒」と語った。
天国への階段プロジェクト
2019年4月16日、17日にYouTubeで生配信。クラウドファンディング企画を盛り上げる配信。
エキュートの今宵もわらわナイト
2022年8月29日からYouTube上で配信しているアニメラジオ。初回から第5回、第12回、その他特別回などを除き、隔週火曜日20時頃から配信している。MCはVtuberに扮した本作の登場キャラクター、エキュート（声 - 朝ノ瑠璃）。番組内では「そう邪教徒に聞こう」といった視聴者からのお便りコーナーなどを催しており、番組のサブタイトルも視聴者から募集し、番組冒頭で公表される。
パトラちゃんのみんなでファラオう!
2022年11月3日よりYouTube上で配信している番組。配信時刻は毎週木曜日20時。進行は邪神ちゃんドロップキックの劇中劇に登場するキャラクター、パトラちゃん（声 - 柴田柚巴）。ファンネームはトト。番組内では視聴者からのお便りコーナーや「パトラちゃん　これ食べて!」といった料理や食べ物を紹介するコーナーなどがあり、「トトっと参上」や「おつカーメン」といった番組オリジナルの挨拶がある。2023年9月26日には「邪神ちゃんねる」から独立し、本シリーズの個人チャンネル「パトラちゃんのみんなでファラオう」が開設された。チャンネル開設に合わせてチャンネル内で使用されるオープニング曲が公募され、起用された楽曲は世紀末編の完成披露試写会で披露された。

#### 切り抜き動画
2022年7月12日、初音ミクが登場したシーンの違法アップロード動画がYouTube上で550万回以上も再生されていることへの対抗策としてアニメ本編の切り抜き動画を本チャンネルで公開していくことを発表。以降「違法より早い」「違法には出来ない」切り抜き動画と称し、放送前の本編映像を切り抜いた動画を投稿したり、ファンからのアドバイスで英語字幕をつけたりと工夫を凝らし、1週間ほどでチャンネルの視聴数が10167%増加した。同月27日にはテレビアニメ第3期第1話を100分割して投稿したことでYouTubeのアップロード上限に達し、24時間の動画投稿停止、再生数やチャンネル登録者数が減少するトラブルが生じたものの、1か月ほどでチャンネル登録者数を倍以上に増やした。またplayboardが同月に計測したYouTubeチャンネルランキングにおいてもVTuber分類で世界一を獲得した。
2022年9月30日には本作の二次創作ガイドラインの制定を発表（翌10月1日より適用）。ニコニ・コモンズおよびKADOKAWAのクリエイターサポートプログラムのもと、切り抜き動画や本作の解説・考察動画、コンテンツのMAD動画などをYouTube・ニコニコ動画でアップロードすることを容認し、収益はクリエーターと製作委員会で折半する形となった。また、この様なテレビアニメの本編映像の利用を可能とし、収益を分配するシステムは世界初の試みとして注目された。2023年12月にはガイドラインの適用範囲の拡大により、第3期に加え、第1期・第2期・「世紀末編」も対象に加わった。また、同年12月9日には、製作委員会が同月26日の「世紀末編」の放送日を前に「世紀末編」の本編データをAmazonで販売する旨を発表。KADOKAWAのクリエイターサポートプログラム（CSP）に参加した上で本編映像を配信し、広告収入を得ることを認めた。この取り組みについて本作の宣伝プロデューサーの栁瀬一樹氏は、「『世紀末編』は、熊本県高森町を応援するために作っているので、1回でも多く視聴されることが大切」とした上で「画面を映さずに実況配信をしている人や違法アップロードで広告収益を稼いでいる人の力を活用して作品を広めていく」との見解を示した。

### MAD動画
違法アップロード動画への対抗策として公式YouTubeチャンネル上でアニメ本編の切り抜き動画を公開する取り組みに付随し、制作委員会は2022年8月13日よりMAD動画の素材提供を開始。同月19日からはドワンゴとのコラボ企画として「邪神ちゃんMAD＆動画投稿祭」を開催し、終了日である9月11日までに342作品が寄せられ、以下の作品が入賞した。
| 賞名                           | 作品名 | 投稿者名                 |
| 邪神ちゃんMAD動画部門          | 邪神ちゃんMAD動画部門                                                                                             | 邪神ちゃんMAD動画部門    |
| ------------------------------ | --- | ------------------------ |
| MAD動画部門賞                  | アニメ邪神ちゃんの影響を受けてしまった初音ミク【邪神ちゃんドロップキックX 公式MAD企画】                           | きお（ぬるげーまー）     |
| イキリアクマ賞                 | 邪神ちゃんドロップキックX – あれこれドラスティック / GAMEBOY Cover                                                | 幽霊坂ゆらぎニコニコ支部 |
| 邪神ちゃん音MAD部門            | |                          |
| 音MAD部門賞                    | ダダダダ邪神ちゃん                                                                                                | すいはん                 |
| キタナイカハンシン賞           | ジャシンチャン→ドロップキック                                                                                     | ゆうしゃアシスタント     |
| 邪神ちゃん聖地紹介動画部門     | |                          |
| 帯広市賞                       | 【ゆっくり解説】ゆっくり邪神ちゃん爆誕!?帯広の魅力を紹介しちゃいますの!【邪神ちゃん投稿祭2022】                   | なぽり                   |
| 釧路市賞                       | 【邪神ちゃんMAD&動画投稿祭】ラーメンが食べたいですねえ【邪神ちゃん投稿祭_聖地紹介動画部門】                       | 阿礼 泣素                |
| 富良野市賞                     | 【邪神ちゃんMAD&動画投稿祭】富良野チーズスペシャル【邪神ちゃん投稿祭_聖地紹介動画部門】                           | 阿礼 泣素                |
| 南島原市賞                     | 邪神ちゃんドロップキックX 長崎県南島原市 聖地紹介動画前編                                                         | 黒之瀬ゆう               |
| 邪神ちゃんイメージソング部門   | |                          |
| 邪神ちゃん公式イメージソング賞 | じゃ☆じゃ☆じゃ!!邪神保町ラプソディーXX【邪神ちゃんイメージソング】                                                | 真渚 和歌(マナギノドカ)  |
| KAMITSUBAKI STUDIO賞           | Fighting with you / 可不_KaFu【邪神ちゃんドロップキック_イメージソング】                                          | kürärä                   |
| その他部門                     | |                          |
| 優秀賞                         | 邪神ちゃんとめぐる帯広豚丼のおはなし【邪神ちゃん投稿祭2022】                                                      | とらひこ                 |
| 優秀賞                         | 【邪神ちゃんドロップキックX ED】ファミコン音源で 流線形メーデー【実機演奏】                                       | theta                    |
| 優秀賞                         | 邪神ちゃんセイハロウ                                                                                              | 芋タルト                 |
| 優秀賞                         | 邪神ちゃんの消失 -DEAD END-                                                                                       | コサンジ                 |
| 優秀賞                         | イキリDEVIL/初音ミク【邪神ちゃんドロップキックイメージソング】                                                    | とけたすいか             |
| 優秀賞                         | 【邪神ちゃん聖地紹介OP】あの娘にドロップキック（釧路/帯広/南島原/富良野ver.）                                     | にしあぷ                 |
| 優秀賞                         | 祭りだヘイ邪神 | ♪くらっち♪               |
| 優秀賞                         | 邪神ちゃんがやってきたぞっ                                                                                        | Theas                    |
| 優秀賞                         | いでよっ!邪神ちゃん                                                                                               | 故人部                   |
| 優秀賞                         | いただきじゃしんちゃんX                                                                                           | れぐるす（万事屋）       |
| ニコニコ賞                     | この邪神ちゃんは視聴できません                                                                                    | 喝だコリャ!              |
| ようこそニコニコへ賞           | ［手描き］邪神ちゃんでｳｯｰｳｯｰｳﾏｳﾏ(ﾟ∀ﾟ)                                                                             | 豆豆豆豆                 |
| ようこそニコニコへ賞           | 【ノベルゲー風】ぺこらのおなかはぺこぺこら（釧路市 編）【邪神ちゃん投稿祭】                                       | イカリシントウ           |
| ようこそニコニコへ賞           | 邪神ちゃんセクシーシーン集❤️                                                                                      | 酒仙                     |
| ニコニ広告賞                   | 【邪神ちゃんドロップキックX 公式MAD企画】100分割された公式本編切り抜き動画素材を繋ぎあわせて1本の動画にしてみた。 | 皿;                      |
| ニコニ広告賞                   | 祭りだヘイ邪神 | ♪くらっち♪               |
| ニコニ広告賞                   | ダダダダ邪神ちゃん                                                                                                | すいはん                 |
| ギフト賞                       | ぺこらペコラ屁小羅ペコ羅屁コラぺこラぺこら                                                                        | PiKoRa                   |
| ギフト賞                       | 【邪神ちゃんドロップキックX 公式MAD企画】100分割された公式本編切り抜き動画素材を繋ぎあわせて1本の動画にしてみた。 | 皿;                      |
| ギフト賞                       | テンカイ宣言 | 飲料水                   |
| 邪神ちゃんギフト賞             | 祭りだヘイ邪神 | ♪くらっち♪               |

## ゲーム・イベント・コラボレーション等

### ゲーム
邪神ちゃんドロップキック 〜和気あいあい殺伐バトル〜
2018年3月24日より「RPGアツマール」で配信されたブラウザゲーム。本作とのコラボ企画として、ゲーム制作コンテストを実施し、二次創作用の公式素材を提供した。2023年6月28日、配信プラットフォームである「RPGアツマール」がサービスを終了した。
邪神ちゃんドロップキック 〜神保町放置大作戦〜
本作をモチーフにしたカジュアル放置ロールプレイングゲーム。ゲーム内のステージをクリアしてストーリーを進めることでキャラクターを収集・強化できる内容となっており、本作のキャラクターの他、ゲームオリジナルのコスチュームを実装したスピリットキャラクターが登場した。
2020年4月より先行サービスを開始し、同年9月から正式にリリースしたものの2021年1月11日17時をもってサービスを終了した。
邪神ちゃんドロップキック  大富豪ですの!
2020年12月8日に株式会社レッドクイーンよりリリースされたオンライン対戦ゲーム。ゲーム内のキャラクターを設定してトランプの大富豪をプレイし、本ゲームのオリジナルカードを食べ物で強化して大富豪を目指す内容となっている。2023年7月6日付でStuDeep（旧レッドクイーン）が事業を停止したことに伴い、サービスを終了した。
邪神ちゃんドロップキックねばねばウォーズ
2021年4月26日にCTW株式会社よりリリースされたブラウザゲーム。本作のキャラクター・花園ゆりねがスライムたちとバトルを繰り広げるストーリーとなっており、本作のキャラクターを召喚し、育成することができる。2023年12月24日にサービスを終了。サービス終了と同時に本作をリニューアルしたタイトル「邪神ちゃんドロップキック ケイオス」で翌2024年より正式サービスを開始する旨を発表した。
邪神ちゃんドロップキック ケイオス
2024年3月14日からサービスを開始したブラウザゲーム。内容は本作の主人公・邪神ちゃんが宅配便の通販で装備を揃えていくタイマンバトルRPGで、事前登録キャンペーンでは、ダイヤ800個とSSR仲間「ぽぽろん」が配布された。邪神ちゃんフェス2では、本ゲームとの連動イベントが開催され、ゲーム内のコラボアイテムが実装されたほか、来場者限定グッズとして本イベント限定のうちわやゲーム内でレベル220に達しているユーザーを対象にアクリルキーホルダーが配布された。2024年9月にはハーフアニバーサリーイベント「ケイオスパーティ」が開催された他、ハロウィン期間中にはハロウィンイベントが行われた。
救え!邪神ちゃんドロップキック
2022年12月27日にリリースしたスマートフォン向けの公式カジュアルゲーム。配信元の東京通信は外部の知的財産を活用した新たな取り組みとしており、リリース日には邪神ちゃんねる内でゲーム実況が行われた。
線を描いて迫り来る危険から邪神ちゃんを守り、障害物や描いた線に当たったり敵に攻撃されたりするとゲームオーバーになるルールで、ゲーム内のコインを集めることで邪神ちゃんのコスチュームを変更できる仕様となっている。
2024年にはNintendo Switch用のソフトとして、ニンテンドーeショップで配信されることとなり、同年1月11日より予約販売が開始され、同月18日よりリリースされた。
本作とコラボした作品
- ビーナスイレブンびびっど!（2018年）
- Q&Qアンサーズ（2018年）
- モン娘☆は〜れむ（2018年）
- ゲットアンプドモバイル（2019年）
- 天使のFX　バーチャルトレード（2019年）
- カルディア・ファンタジー（2020年）
- ガールズ＆クリーチャーズ（2021年）
- クローバーシアター（2021年）
- ドールズフロントライン（2021年）
- 青鬼オンライン（2023年）

### イベント
舞台
舞台「邪神ちゃんドロップキック」
2020年10月に本作の舞台化が発表され、同年12月26日および12月27日の開催を予定していたが、同年12月8日に新型コロナウイルス感染症の感染拡大の状況から翌年3月20日に延期し、公演された。公演は大阪府大阪市中央区難波にある「YES THEATER」で上演され、演者やスタッフは、大阪ダンス＆アクターズ専門学校および大阪スクールオブミュージック高等専修学校の在校生や卒業生が担当した。その後、YES THEATERの共催事業として再演され、同年12月24日から同月26日の計5回上演された。
舞台「邪神ちゃんドロップキック・新」
2024年10月、本作3度目の舞台作品として上演されることが発表された。2025年3月15日、16日の2日間にかけて「YES THEATER」（大阪府大阪市中央区難波）にて舞台が上演され、キャストには、大阪ダンス・俳優&舞台芸術専門学校、大阪スクールオブミュージック高等専修学校、少女歌劇団ミモザーヌの役者らが出演し、スペシャルゲストには吉本新喜劇の島田珠代が出演した。また、終演後には声優の鈴木愛奈（邪神ちゃん役）、柴田柚巴（パトラ役）、本作の宣伝プロデューサーの栁瀬一樹によるトークイベントが行われた。
邪神ちゃんテン
本作の連載10周年と邪神ちゃんドロップキックXの放送を記念し、2022年8月9日から同年10月2日まで開催されたイベント。期間中は丸井錦糸町店5階の特設スペースにてアニメや漫画の原画、カラーイラストなど120点以上の制作資料の他、テレビアニメ第3期でコラボした帯広市、釧路市、富良野市、南島原市の巨大パネルが登場し、9月11日まで展示された。
開催日初日には邪神ちゃん役の鈴木愛奈、花園ゆりね役の大森日雅、製作総指揮の夏目公一朗をゲストに招いたオープニングセレモニーを催し、以降本作の声優（メデューサ役・久保田未夢、ミノス役・小見川千明、橘芽依役・原奈津子、パトラ役・柴田柚巴、ぴの役・山田麻莉奈、ぺこら役・小坂井祐莉絵、アトレ役・長谷川玲奈）を招いた「エアお渡し会」やアニメ監督の佐藤光とアニメーションプロデューサーの大澤明彦をゲストに招いた「邪神ちゃんロスを癒す会」などのイベントが順次開催された。この他、9月24日に丸井錦糸町店8階のすみだ産業会館で邪神ちゃんMAD投稿祭2022ファイナルの公開収録（出演：エキュート役・朝ノ瑠璃、アトレ役・長谷川玲奈、ニコニコ代表・栗田穣崇）が行われた。また、新作グッズの販売も行われ、マルイWEBチャネルにて「邪神ちゃんこけし」などのグッズが受注販売された。
出張開催
- KPF2022 出張版（開催日時：2022年11月26日・27日、開催場所：西日本総合展示場、ゲスト：小坂井祐莉絵・小見川千明・山田麻莉奈・長谷川玲奈）

会場では原画類の展示、担当声優によるイベント特製ステッカーのお渡し会、献血イベント（神保町献血センターKPF支部）が実施された。
- 邪神ちゃんテンin札幌ファクトリー（開催日時：2022年12月24日 - 12月29日、開催場所：サッポロファクトリー2条館）

邪神ちゃん展ミニ
2019年に渋谷マルイ、なんばマルイ、博多マルイで開催されたイベント（渋谷マルイは6月15日から6月30日、なんばマルイは7月5日から7月15日、博多マルイは7月19日から8月5日まで開催）。イベントでは原作およびアニメに関する原画、コンテ、制作資料が展示され、テレビアニメ第2期第1話のアフレコ用映像の一部が公開された。また、イベント限定の特別グッズが販売された他、期間中本作のキャストや制作関係者が来店し、6月21日には渋谷マルイで夏目公一朗と長谷川玲奈によるトークショーが行われた。
神田明神納涼祭り
おのれ台風、天使のオンライン納涼祭
2022年8月13日に邪神ちゃんねるのチャンネル登録者15万人突破を記念して開催されたイベント。当初は「神社で踊ろ!天使の納涼祭」という企画で、神田明神納涼祭りに合わせて神田明神文化交流館EDOCCO STUDIOにて浴衣姿になった天使役の声優（ぺこら役・小坂井祐莉絵、ぽぽろん役・佐々木李子、ぴの役・山田麻莉奈）と共に踊るライブイベントを催す予定だったが、台風の直撃で中止を余儀なくされ、代替の配信企画として本イベントを開催。本配信のスーパーチャットで中止によって生じた赤字を補填することとなったものの、赤字額は100万円を超えた。
令和5年神田明神納涼祭り
2023年8月10日の前夜祭から13日までの間、かき氷の屋台を出店。かき氷は、東京都荒川区に所在するスイーツ店「カンパニュール」が担当。本作をモチーフにしたかき氷が販売され、中でも「日本一濃いいちごかき氷」は、SNS映えを意識して1杯につきイチゴ1パックを使用した。
令和6年神田明神納涼祭り
2024年8月9日から同月11日まで開催された「神田明神納涼祭り」の初日に行われたアニソン盆踊りにおいて、このイベントのために作られた「邪神ちゃん音頭」が披露され、歌は民謡経験者の鈴木愛奈（邪神ちゃん役）が担当した。また、境内には本作とスイーツ店「カンパニュール」とコラボしたかき氷屋が出店した。
神保町献血センターKPF支部
2022年11月26日から翌27日まで開催された献血イベント。作中に登場する「神保町献血センター」を模した献血会場を設け、KPFの会場である西日本総合展示場の他、献血ルーム魚町銀天街と献血ルームくろさきクローバーの2箇所で開催。イベントではアトレ役の長谷川玲奈がナース姿で登場し、400mL献血の200人分にあたる80リットルの血液が集まった。
邪神ちゃんドロップキックの館 ～まるでメジャー作品ですの☆～
2023年4月16日から同年5月29日までアトレ秋葉原で開催されたイベントショップ。オープニングセレモニーには鈴木愛奈（邪神ちゃん役）、大森日雅（花園ゆりね役）が秋葉原にあるメイドカフェ「マジカルツインテール」のメイドと共にメイド姿で登壇。イベントではオリジナルグッズの販売や抽選くじが展開され、館内BGMに本作の楽曲が用いられたり、邪神ちゃん（声 - 鈴木愛奈）による館内アナウンスが行われた。また、4月16日から同月30日までは「アトレジャック」と称して本作のキャラクターが描かれた壁面ラッピングが施された。
大邪神ちゃん展
本作のエポスカードが登場したことを記念し、2023年3月24日から同年5月14日まで、すみだ産業会館（錦糸町マルイ8・9階）で開催されたイベント。参加者にはユキヲ描き下ろしイラストを使用したブロマイドが特典として用意された他、パネルや原画の展示、本作とコラボしたカレーパンや袋麺、本作のキャラクターをモチーフにした「こけし」や「もちころりん」等の販売、オリジナルグッズの抽選会などが展開され、最終日にはトークイベントが開催された。
邪神ちゃんフェス
2023年5月4日にすみだ産業会館（錦糸町マルイ 8・9階）で開催されたイベント。イベントでは月野もあによるベース演奏や絵恋ちゃんによるライブステージ、青鬼オンラインの実況プレイ、コスプレイヤーを招いたランウェイステージや撮影会の他、同人誌即売会、自治体や協賛企業などによるブース出展、クラウドファンディング出資者限定のトークイベント（イベント名：ものすごいサバト）などが催された。
邪神ちゃんフェス2
2024年6月1日から同月2日まですみだ産業会館（錦糸町マルイ8階ほか）で開催されたイベント。イベントでは公式主催の同人誌即売会、コスプレイヤーによるヒーローショー、メタバース内におけるバーチャルイベント、一般参加型のカラオケ大会（6月1日：錦糸町カラオケ「アイアンコマンドー」／6月2日：W邪神カラオケ）、本作のキャストによるトークイベント（出演者：リエール役・花井美春、ペルセポネ1世役・小森未彩、大地役・MoeMi）、盆踊り大会（6月1日：DJ・反逆同盟・盆踊り／6月2日：DJ&盆踊り）、パトラ役・柴田柚巴、ホルス役・山田親之條、バステト役・白那美アンジュによるライブイベント、人狼伝道師・眞形隆之を招いた人狼ゲーム、本作のキャラクター同士をカップリングさせるゲームコーナーなどが展開された。また、本作とのコラボレーション企画として、2024年7月からの放送を予定したテレビアニメ『異世界ゆるり紀行 〜子育てしながら冒険者します〜』とコラボし、イベント内で第1話の先行上映やアレン役の鈴木愛奈とエレナ役の花井美春によるトークショーやミニライブが展開された。2日目に実施されたカラオケ大会「W邪神カラオケ」では、「這いよれ! ニャル子さん」とのコラボ企画として当該作品の楽曲の歌唱が許可された。
邪神ちゃん夏祭り
2023年7月から同年9月まで、秋葉原、錦糸町、コミックマーケット、神田明神、北海道富良野市・釧路市、福岡県北九州市の全国7か所で開催されたイベント。
邪神ちゃんドロップキックⅩ富良野編　聖地巡りデジタルスタンプラリー
7月15日から北海道富良野市で開催されているイベント（詳細）。
邪神ちゃんアキバ大好き!祭り
8月5日にベルサール秋葉原1階で開催されたイベント。ステージイベントやブース出展を実施した。ステージは邪神ちゃん役の鈴木愛奈や花園ゆりね役の大森日雅が登場。ブースでは本イベント限定の「邪神ちゃんうちわ」の無料配布やスペシャルドリンクの販売が行われた。
邪神ちゃん夏祭りミニPOP UP SHOP
8月5日から同月20日まで錦糸町マルイ5階で開催されたイベント。6日にはパトラ役の柴田柚巴が1日店長を務めた他、一部複製原画の展示、まめこ描き下ろしの浴衣イラストを使用したグッズの販売などが実施され、最終日には柴田柚巴（パトラ役）、山田親之條（ホルス役）、白那美アンジュ（バステト役）が駆けつけ、輪投げ大会を開催した。
神田明神納涼祭り
詳細
コミックマーケット102
8月12日・13日に開催された「コミックマーケット102」の丸井グループブースにて、バーチャルキャラクターとMCによるミニトークや会場先行物販、エポスカード会員限定のじゃんけん大会を実施。ミニトークイベントでは、12日に小見川千明（ミノス役）とバーチャル化したエキュート（声 - 朝ノ瑠璃）が、13日に小見川千明（ミノス役）と小坂井祐莉絵（ぺこら役）、バーチャル化したミノス・ぺこらが登場した。また、本イベントでエポスカード会員向けに無料配布されたショッパーバッグがフリマアプリで1990円で出品される事態を受け、制作サイドが出品されている様子を「悔しいですのう」とX（旧Twitter）に投稿するとともに、転売対策として当該ショッパーバッグを980円で出品。「高値で売られるのが悔しかったので、転売より安く大量に出品してやりましたの」と、出品したことを報告した投稿は1日足らずで7770以上のリポストと1万4000以上のいいねを獲得するなど、反響を呼んだ。その後、原作の描写を再現して、ブースで使用したオブジェクトを「もえるゴミ」と称して出品したところ、アプリ側から「迷惑行為」として当該商品が削除される事態が発生した。15日には、公式X（旧Twitter）でスペースを公開し、計2232人のユーザーが参加。その中で宣伝プロデューサーの栁瀬一樹が出品の経緯や結果について報告し、出品した計8個のショッパーバックは1 - 2日で完売したものの、包装代や配送代を含めると採算が合わないとの見解を示し、出品作業についても「面倒くさかった」と語った。また、配信中、試験的にショッパーバック1点を出品し、出品から1分ほどで売れた。
邪神ちゃん夏祭りin釧路スタジオ
8月19日・20日に開催されたポップカルチャーイベント「釧路スタジオ」で、小見川千明（ミノス役）、原奈津子（橘芽依役）が各種コーナーに登場。19日は「アニソンカラオケ大会」、「Pianoふみ アニソンライブ」、盆踊り企画に、20日は「コスプレパフォーマンス」、「漫画家トークショー」、「邪神ちゃんステージ」に参加し、「邪神ちゃんステージ」では宣伝プロデューサーの栁瀬一樹がMCとして登場。また、コーチャンフォー釧路店では小見川と原のサイン会などが実施された。
邪神ちゃん夏祭りin北九州あるあるCity
9月9日に福岡県北九州市で開催されたイベント。同市に所在する商業施設「あるあるCity」が主催するトークイベント「YATTEKURU」とのコラボイベントとして、同施設の7階ホールで「邪神ちゃん祭りがYATTEKURU」が開催され、邪神ちゃん役の鈴木愛奈と花園ゆりね役の大森日雅が登場した。また、イベントオリジナルの缶バッジや邪神ちゃん夏祭りグッズの一部（アクリルスタンド、タペストリー等）などの販売も行われた。
『邪神ちゃんドロップキック』公式イラストコンテスト2023夏
2023年7月に開催された「Xfolio」主催のイラストコンテスト。BookLiveが運営するクリエイター向けプラットフォーム「Xfolio」にて、「夏祭り」をテーマに描かれた本作のキャラクターのイラストが募集された。応募締切日の7月31日までに100件以上のイラストが寄せられ、以下の12作品が「優秀賞」に選ばれた。また、受賞した12作品は「コミックマーケット102」の丸井グループブースにて掲出された。
| 作品名                                   | クリエーター名 |
| ---------------------------------------- | -------------- |
| ぺこらすき                               | ぬこここ       |
| まるで親子                               | いでーるか     |
| 可愛いのでは無い、強いのだ!（の人たち）  | いでーるか     |
| 邪神ちゃんの屋台 魔界焼きそば            | たまご         |
| 思い出とともに…                          | アンクル とむ  |
| ちっこいゆりねと金魚すくい               | 自販機（人）   |
| 邪ゆり夏祭り                             | rokochan       |
| ほらゆりね、早く行きますの!              | 若田           |
| 邪神ちゃん夏祭り2023                     | ひーらぐ       |
| 邪神ちゃんかたぬきめっちゃうめ～～～～～ | ぷと           |
| 夏祭りミノス                             | 無明石         |
| 『昂揚』                                 | まな＋         |
北九州ポップカルチャーフェスティバル（KPF）
- KPF2022 出張版
- 北九州ポップカルチャーフェスティバル2023

2023年11月25日・26日に西日本総合展示場、あるあるCityでブースを出展。キャラクターの誕生日を祝うミニ展示ブースの出展の他、関連グッズの物販を実施し、ミノスの「生誕祭カップケーキアクキー&缶バッジ」や邪神ちゃんインパクトのアクリルスタンドが新作アイテムとして登場した。また、西日本総合展示場新館で献血イベントを実施。献血協力者には特製の注射器型ボールペンの贈呈や邪神ちゃんインパクトとの2ショット写真の撮影ができる特典が用意され、2日間で計197人が協力し、約70リットルの血液が集まった。この献血イベントについて福岡県赤十字血液センター北九州事業所は「献血バス1台に対して100名近くの参加者が現れることは全国的にも珍しい」とし、「非常に厳しい九州地方の献血状況の中、とてもありがたく思う」と感謝の意を示した。
Relicとのコラボイベント
2023年10月31日、株式会社Relicは、NTTドコモの技術を活用したメタコミュニケーションサービス「MetaMe（メタミー）」内のバーチャルイベント「花園ゆりね生誕祭～花園ゆりねが無限湧き～」を邪神ちゃんドロップキック世紀末編プロジェクトと共同で開催。開催に先立って同月18日から30日までの間、MetaMe内で花園ゆりねのオリジナルアバターが入手できるプレイベントが実施された。
同年12月26日、世紀末編の公開を記念してMetaMe内でTV放送同時鑑賞会「ゆりねキングダムに大集合!」を開催した。
邪神ちゃんドロップキック×ケロロ軍曹～マルイを侵略でありますの!～
2023年12月1日から同月17日まで新宿マルイアネックスで開催されたイベント（詳細）。
世紀末編
世界最速先行上映会
2023年12月9日に熊本県高森町で開催されたイベント（詳細）。
邪神ちゃんドロップキック世紀末フェス
2023年12月23日にベルサール秋葉原で開催されたイベント（詳細）。
邪神ちゃんドロップキック 世紀末編原画展＆POP UP SHOP
2023年12月23日から翌2024年1月8日まで、錦糸町マルイで開催されたイベント（詳細）。
Animelo Summer Live 2024 -Stargazer-（通称・アニサマ2024）
2024年8月30日から同年9月1日まで開催された「アニサマ2024」の開催3日目の9月1日に、「邪神★ガールズ生贄SUMMER」と称し、邪神ちゃん役の鈴木愛奈、花園ゆりね役の大森日雅、メデューサ役の久保田未夢、ぺこら役の小坂井祐莉絵、ミノス役の小見川千明、ぽぽろん役の佐々木李子、リエール役の花井美春が登壇し、本作のオープニングテーマや『這いよれ!ニャル子さん』のオープニングテーマを披露した。当初は、ペルセポネ2世役の飯田里穂も出演する予定だったが、体調不良で出演を見合わせた。
まちかね祭
2024年11月、大阪大学の大学祭「まちかね祭」にて、トークショーなどのイベントが開催され、宣伝プロデューサーの栁瀬一樹、原作編集担当の石川翼、パトラ役の柴田柚巴らが参加した。

### 他作品とのコラボレーション
ケロロ軍曹
2023年12月1日には、テレビアニメ『ケロロ軍曹』とコラボしたポップアップショップ「邪神ちゃんドロップキック×ケロロ軍曹～マルイを侵略でありますの!～」が新宿マルイアネックスで開催され、同月17日まで開催された。同イベントではコラボ描き下ろしイラストを使用したグッズの販売やイベント期間中にイベントショップ内でエポスカードに新規入会した人を対象にポストカードを贈呈する特典が用意されたほか、同月2日に新宿マルイアネックス6階でイベントショップ内で3000円以上購入した人を対象としたキャラクターグリーティング・撮影会（「邪神ちゃんインパクト」&「ケロロ軍曹」キャラクターグリーティング - 撮影会 - ）が行われた。2024年には「邪神ちゃんドロップキック×ケロロ軍曹～マルイを侵略でありますの!～」で販売されたコラボグッズの予約販売が開始された。
這いよれ! ニャル子さん
邪神ちゃんフェス2で催されたカラオケ大会「W邪神カラオケ」で、『這いよれ! ニャル子さん』とのコラボ企画として当該作品の楽曲の歌唱が許可されたほか、コラボレーションを記念して、本作で総作画監督を担当した代見裕美による書下ろしイラストが公開された。
2024年9月1日に行われたアニサマ2024では、「邪神★ガールズ生贄SUMMER」として本作の声優が『這いよれ! ニャル子さん』のオープニングテーマを披露した。
異世界ゆるり紀行 〜子育てしながら冒険者します〜

スライム倒して300年、知らないうちにレベルMAXになってました
2024年6月2日に開催された「邪神ちゃんフェス2」で本作と「スライム倒して300年、知らないうちにレベルMAXになってました」（以下、スライム倒して300年）のコラボ企画の開始が発表され、コラボ企画第1弾として「スライム倒して300年」キャラクター原案の紅緒が書き下ろしたコラボイラストが公開された他、第2弾として「スライム倒して300年」原作者である森田季節が脚本を担当したコラボボイスドラマを制作する旨を発表。その後、同年9月23日に配信された「ランランとキョンキョンのバースデーイベント配信」の中でコラボボイスドラマが公開された。

### その他
邪神ちゃんロイド
Studio51株式会社とrinna株式会社が共同開発したチャット会話システム。邪神ちゃんにメッセージを送信することで彼女と会話できる仕様となっており、Gatebox版は「邪神ちゃんフェス」および「大邪神ちゃん展」開催期間中に錦糸町マルイで展示された。
邪神ちゃんロイドN
本作のキャラクターのAIと会話できるシステム。邪神ちゃんの3Dモデルに話しかけることにより、音声認識AIで質問を読み込んだ対話型AIが「邪神ちゃんが言いそうなセリフ」を生成し、アニメ音源で学習した音声合成AIを使用してセリフを話すことができる。
2023年11月1日には「邪神ちゃんロイドN召喚計画」と称し、邪神ちゃんロイドN開発のためファンから質問を募ることを発表。同年12月23日には世紀末フェスのMetaMeブースで、翌2024年1月にはNTTドコモの技術展で展示された。
ねんどろいど
邪神ちゃん
2018年に「ねんどろいど 邪神ちゃん」として、通販サイト「GOODSMILE ONLINE SHOP」にて予約販売され、翌2019年2月より販売された。表情パーツは「テヘペロ顔」、「ポカーン顔」、「邪神顔」の3種類が用意され、「お邪椀」、「お財布」といったオプションパーツや「出血」パーツ、「ドロップキック用」パーツが付属した。また、当該ねんどろいどは2018年8月10日から開催された「神田明神納涼祭り」で展示された。
2022年には再販が決定し、同年12月からグッドスマイルカンパニーより販売された。
花園ゆりね
2023年にねんどろいど化し、同年12月23日に開催された「世紀末フェス」や同年12月23日から翌2024年1月8日に錦糸町マルイ5階マルイノアニメで開催された「邪神ちゃんドロップキック 世紀末編原画展＆POP UP SHOP」で展示された。全高は100ミリで、表情パーツは「澄まし顔」、「怒り顔」、「笑い顔」の3種類が用意された他、作中でゆりねが使用している「マチェット」がオプションパーツとして付属した。
グッドスマイルカンパニーの「GOOD SMILE ONLINE SHOP」で、2023年12月23日から翌2024年1月4日まで先行予約が行われ、同年1月16日から一般予約が開始された。
ヴィレッジヴァンガードとのコラボ
2024年3月29日、本作とヴィレッジヴァンガードのコラボレーショングッズの受注販売が開始。コラボレーショングッズとして、原作者のユキヲとイラストレーターのタケウチリョースケによる描きおろしイラストグッズが用意された。